# オペラ

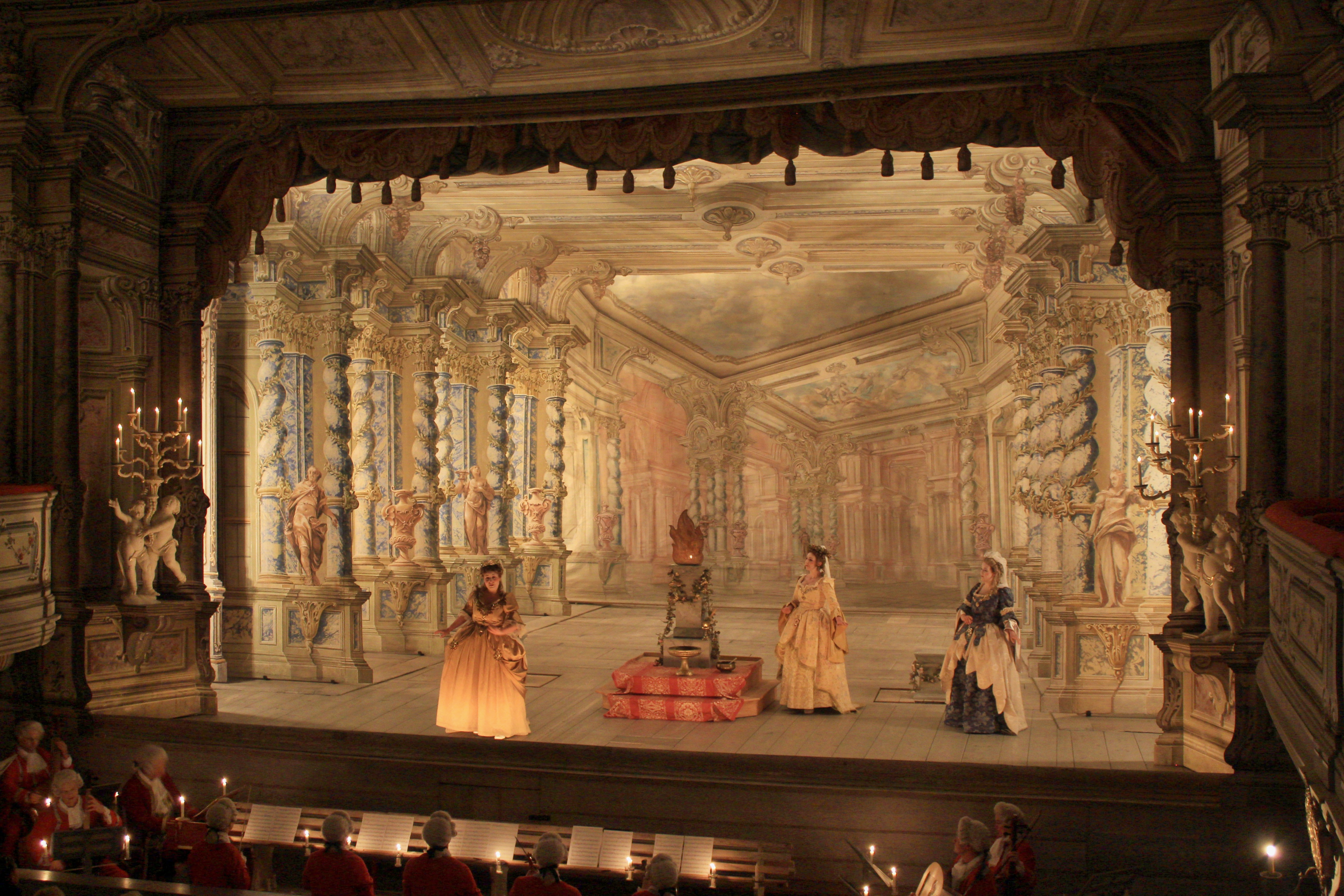
チェコのチェスキー・クルムロフ城内にある、18世紀に作られたバロック劇場で上演されるアントニオ・カルダーラ作のオペラ『アウグストゥスの誕生』

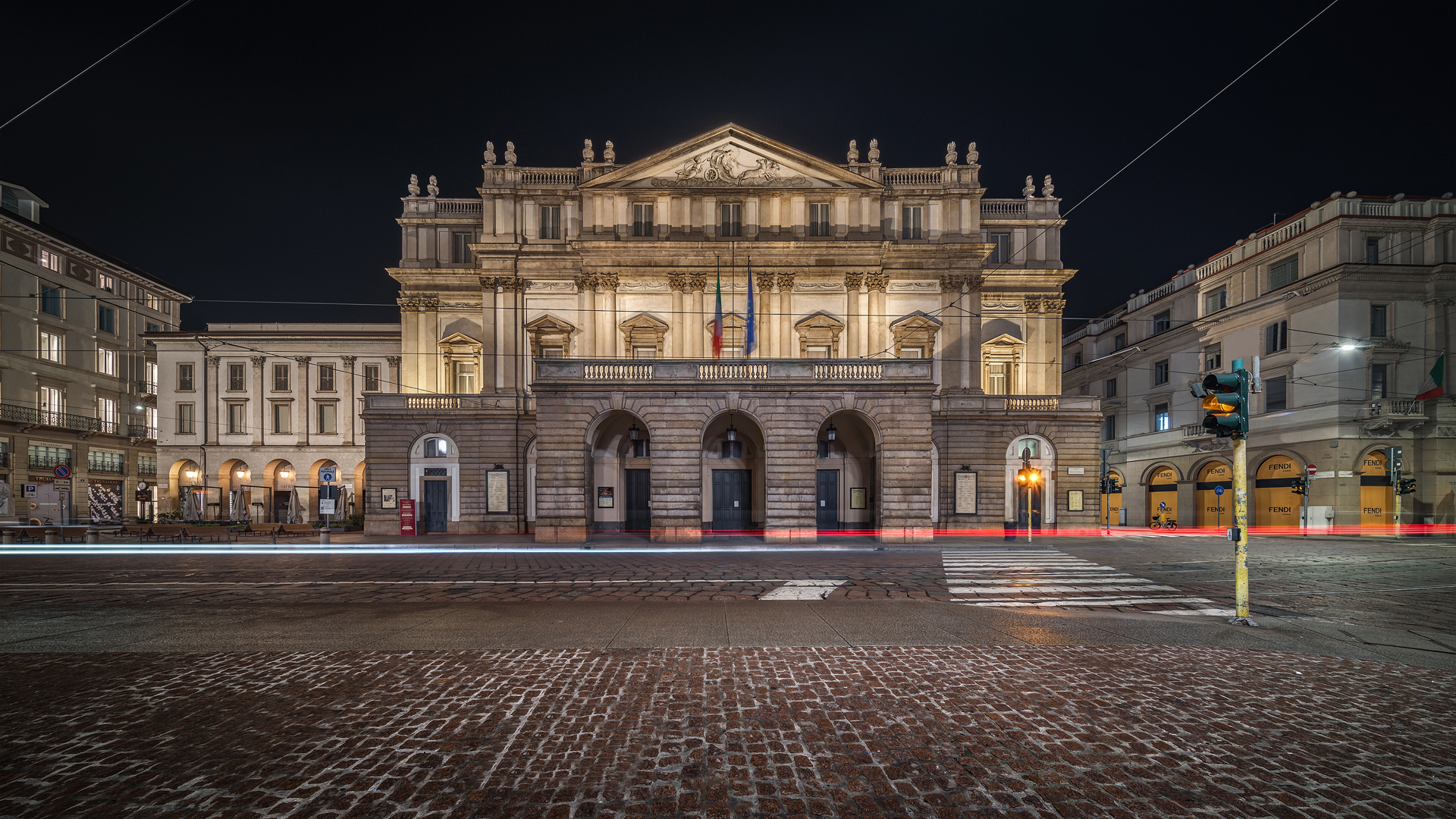
イタリア・ミラノにあるスカラ座（1778年完成）

オペラ（イタリア語: opera、英語: opera、フランス語: opéra、ドイツ語: Oper）は、演劇と音楽によって構成される舞台芸術である。日本では歌劇（かげき）と呼ばれることもあるが、この語はより幅広い、歌唱を中心にした劇の総称としても用いられている。
音楽、文学、演劇、美術、時には舞踊など、あらゆる芸術が一つになって完成することから、「総合芸術」とも呼ばれ、クラシック音楽というカテゴリの中では、交響曲と並んで作曲家の芸術性と技量が最高度に発揮されるジャンルである。16世紀末にイタリアのルネサンス運動の中で誕生したが、その源流は古代ギリシアで行われていた劇（ギリシア悲劇）にまで遡る。管弦楽を伴奏とし、扮装した歌手が舞台上で歌唱しながら演技を行う。
全盛期の18世紀から19世紀にかけてオペラが盛んであった地域として、イタリア、フランス、ドイツ、旧オーストリア帝国（現在のチェコ、スロヴァキア、ハンガリーなど東欧諸国を含む）、イギリス、ロシアが挙げられ、現在まで残る歴史的なオペラの多くがこれらの地域の言語で書かれており、歴史ある名門歌劇場の多くもこれらの地域に点在している。

## 概要

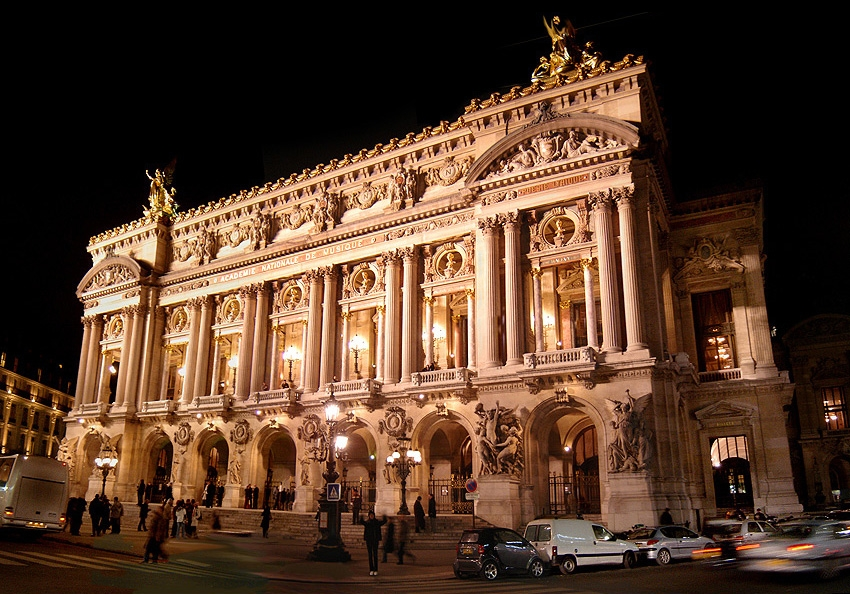
フランス・パリにあるオペラ座（1875年完成）

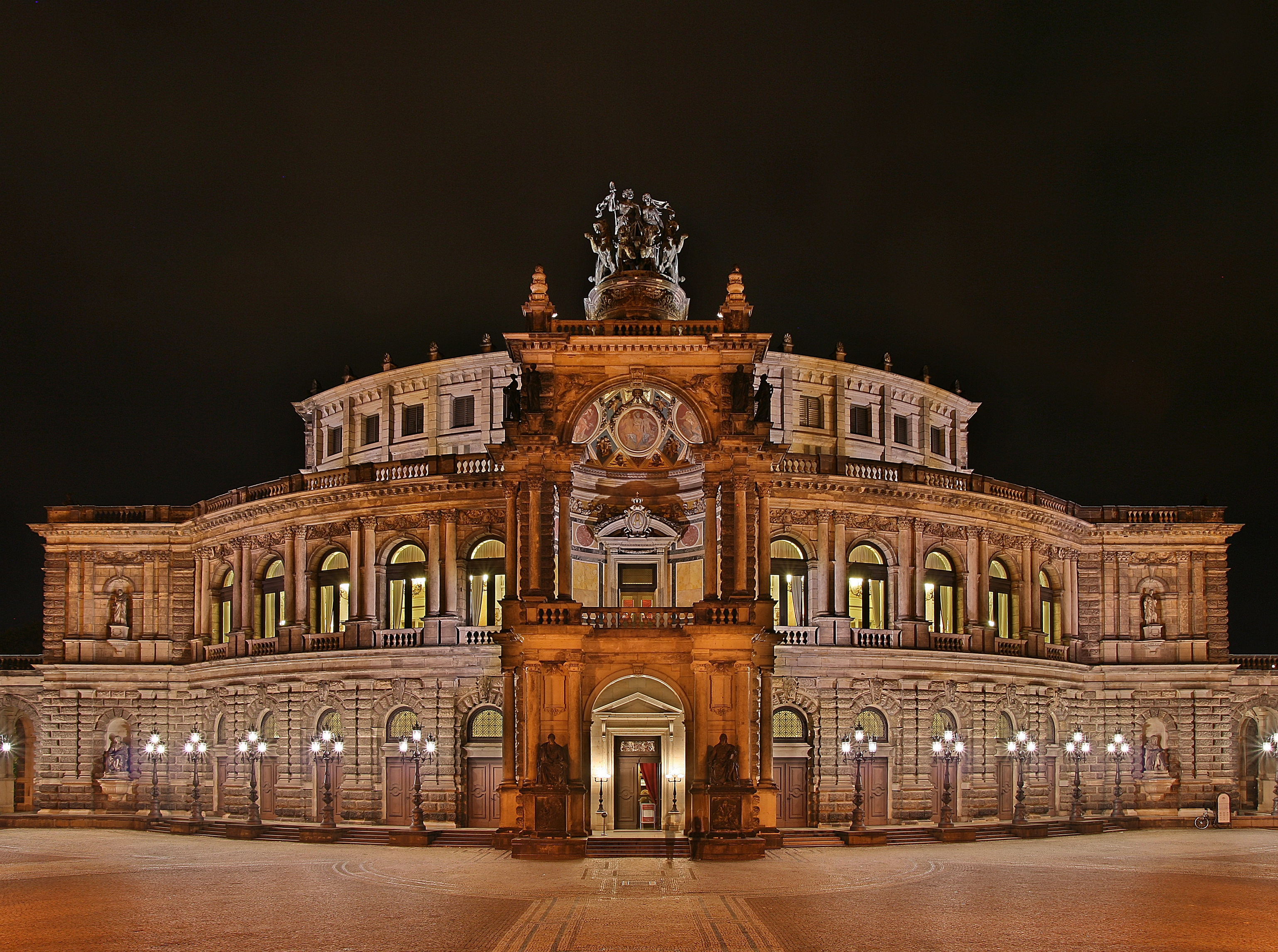
ドイツ・ドレスデンにあるゼンパー・オーパー（1841年完成）

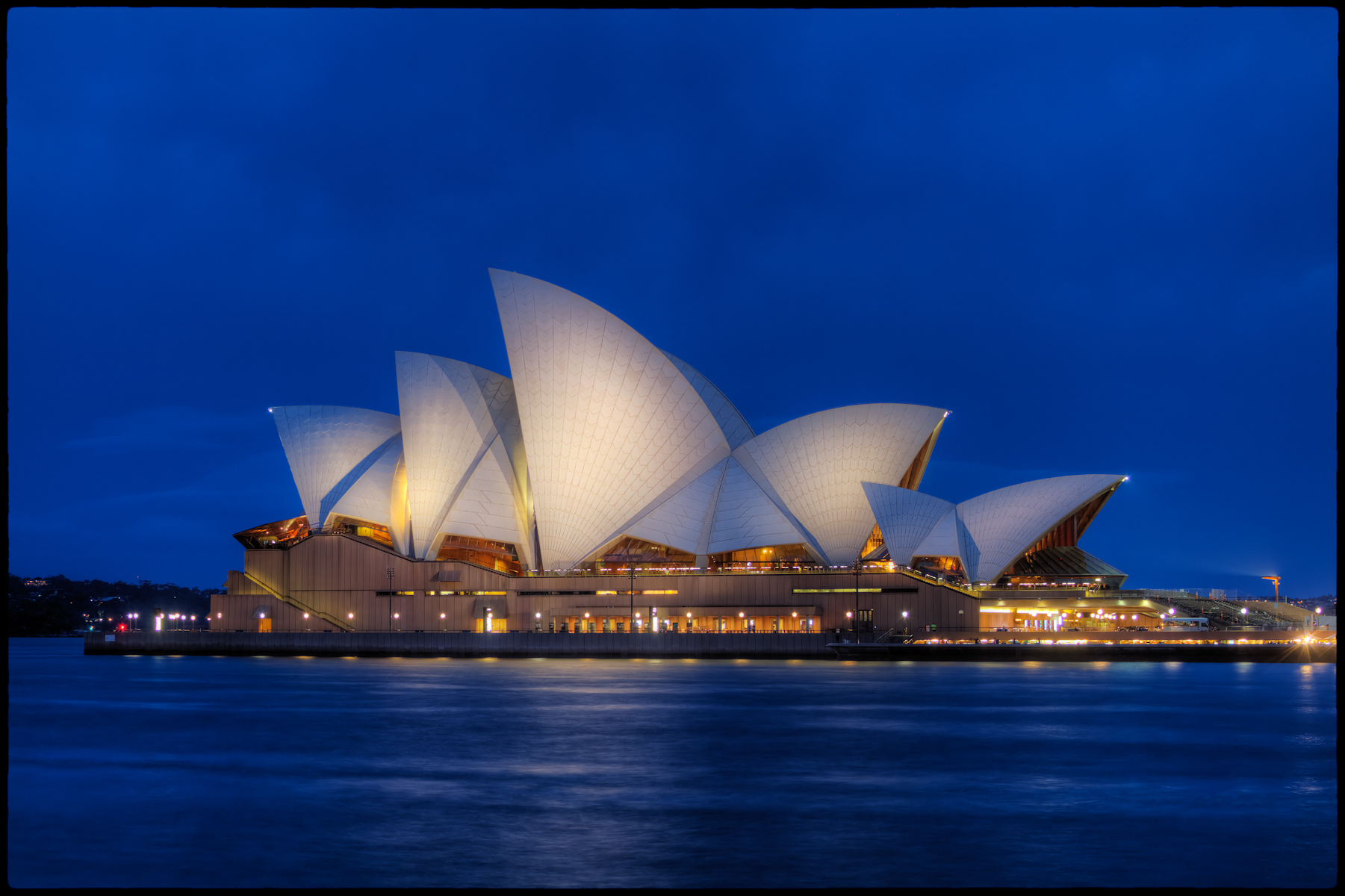
オーストラリア・シドニーにあるシドニー・オペラハウス（1973年完成）

豪華絢爛な歌劇場の内装（アルゼンチン・ブエノスアイレスにある1908年完成のテアトロ・コロン）

オペラは、舞台上で衣装を着けた出演者が演技を行う点で演劇と共通しているが、セリフだけではなく、大半の部分（特に役柄の感情表現）が歌手による歌唱で進められることを特徴とする。歌手は器楽合奏により伴奏されつつ歌い演じる。伴奏は、多くの場合オーケストラ規模の編成に及び、舞台と観客席の間にあるオーケストラピットやオーケストラボックスと呼ばれる演奏者用の低いスペースで演奏される。
初期ロマン派までのオペラでは、歌唱には二つの様式がある。一つは、レチタティーヴォ（朗唱）で、会話を表現するものであり、普通の朗読に近い抑揚で歌われる。もう一つはソロ（独唱）で歌われるアリア（詠唱）や複数の歌手が歌う重唱（アンサンブル）あるいは大勢で歌う合唱で、通常の歌唱である。これらの様式はみな伴奏を伴う。
レチタティーヴォは、古典派の時代まではチェンバロのみで伴奏されるレチタティーヴォ・セッコと、管弦楽伴奏によるレチタティーヴォ・アッコンパニャートがあり、前者は会話的な抑揚で語るように歌う。後者は直後のアリアや重唱の導入として置かれることが多い。ロマン派時代のオペラではレチタティーヴォ・セッコはほとんど見られなくなった。
アリアは主に登場人物の感情を表現するもので、古典的なオペラではアリアを歌う間はドラマの進行が静止することもあるが、時代が下るにつれて、アリアでも登場人物の感情の推移を通じてドラマを進めるようになった。アリアはおおむね大規模なもので、主要な登場人物について割り当てられる。より小規模なものをアリオーソ、カンツォネッタ、ロマンツァなどと、歌の性格によって呼ぶこともある。
役柄どうしの対話は重唱で行われ、群集などが登場する場面では合唱も加わることがある。特に各幕の終曲（フィナーレ）では、ほとんどの登場人物による重唱や合唱で構成される場合がある。
これらの独唱・重唱・合唱について、古典的なオペラでは各々が独立して作曲されており、一連番号が付けられていたことから「ナンバーオペラ」と呼ばれ、各ナンバーの間は前述したレチタティーヴォによってつながれる。各曲が独立しているため、上演時の都合によりナンバー単位で省略されたり、作品の作曲家または別な作曲家により、代替あるいは挿入用のアリアが加えられたりすることもあった。しかしロマン派の半ば以降にはナンバーによる分割が廃され、各幕を通して作曲されるようになった（上演の際に慣習的なカットを行うことがある）。また、アリアとレチタティーヴォも明確には区別されなくなっていった。
ジングシュピール、オペラ・コミック、オペレッタ、サルスエラなどの様式では、レチタティーヴォ・セッコでなく台詞を用いて劇が進められる。
歌手、および歌手の演ずる役柄はそれぞれの音高（声域）で分類される。男性歌手（男声）は声域が低い順にバス、バスバリトン、バリトン、テノール、カウンターテノールに、女性歌手（女声）は声域が低い順にアルトまたはコントラルト、メゾソプラノ、ソプラノに分類される。
また、歌手の声の質も役柄との関係が深く、声質によって歌えたり歌えなかったりする役柄は多い。たとえば、ベッリーニの『ノルマ』の題名役、ヴァーグナーの『ニーベルングの指環』のヴォータンやブリュンヒルデ、ヴェルディの『オテロ』や『ファルスタッフ』の題名役の良い歌手を見いだすのはいつでも難しいとされる。
オペラは他の多くの芸術形態から成立している。基本は音楽であるが、歌と台詞が付いて演じられることから演劇の要素をも持つ。また、上演する上で重要な要素と考えられる視覚的な舞台効果を得るため、絵画の要素も用いられている。こうした理由で、リヒャルト・ヴァーグナーは、このジャンルを「総合芸術」（Gesamtkunstwerk）と呼んだ。
文化形態としては、クラシック音楽全体に共通するが、伝統的に主として上流階級、富裕層、エリート知識階級に享受されるハイカルチャーに分類され、実際にオペラを鑑賞する観客層は他の人口に比べて教育水準が高いという統計も出ている。実演中に字幕スーパーを導入し大衆へのアピールを盛んに行なっているにもかかわらず、定期的にオペラを楽しんでいる人口の比率は低い。現状としてオペラファンは、人口の1%に満たないとされるクラシック音楽の聴衆の、さらに何割かしかいないともされている。その一方で、オペラは18世紀から19世紀にかけてはブルジョワジーの台頭により一般大衆にも定着していて、かつてオペラの成功・失敗を判断するのはむしろ立ち見席に詰めかける大衆たちであったとも言われている。
なお、音楽評論家の加藤浩子によれば、現地での聞き込みも踏まえて「イタリア人でもオペラのイタリア語はわからない」と結論づけており、声が高すぎたり低すぎたり、また言葉が古い言い回しであったりするなどして、ネイティブスピーカーでもオペラを聞き取ることは難しいとした。そのため、（特に現代人では）どんな言語話者であったとしても、日本人が能楽や歌舞伎を観劇するときと同様にして、物語のあらすじや見どころ・聴きどころを事前に知っておくことがオペラを鑑賞する上では有用である。
オペラの一種である台詞と踊りのある歌劇オペレッタが、18世紀後半から19世紀初頭にかけてアメリカに持ち込まれ、より大衆化されたものがミュージカルであり、こちらは現在でもポピュラーカルチャーの一翼を担っている。また、オペラとポピュラーミュージックの音楽性が融合したジャンルとしてオペラティック・ポップがあり、代表曲として1995年に発表されたアンドレア・ボチェッリの『君と旅立とう』（伊: Con Te Partirò、英: Time To Say Goodbye）があるほか、広義には19世紀後半から20世紀初頭にかけて流行したカンツォーネも含まれる。

## 歴史

### オペラの成立
「オペラ」（opera）という単語はイタリア語で「仕事」「作品」を意味し、この語自体は同じ意味のラテン語「opus」（単数属格形 operis）の複数形主格「opera」に由来する。今日「opera」は単独で歌唱によって進行される演劇または楽曲作品を意味するが、元来は「opera musicale」（音楽的作品）と呼んだものの省略から、この語義が生じた。
ルネサンス後期の16世紀末、フィレンツェのカメラータにより古代ギリシャの演劇を復興しようという動きが始まった。ギリシャ悲劇を模範に、歌うような台詞を用いる劇が考えられた。今日、オペラと見なされる知られる限り最古の作品は、1597年頃のヤコポ・ペーリ（1561年 - 1633年）による『ダフネ』（Dafne）であるが、作品は現存しない。のちのペーリの作品である『エウリディーチェ』は1600年以降に作曲されたもので、今日に残る最初のオペラ作品である。
ペーリはしばしばオペラの発明者であると考えられているが、今日でも上演される最古のオペラは1607年にマントヴァで初演されたクラウディオ・モンテヴェルディ（1567年 - 1643年）作曲の『オルフェオ』である。この作品では先駆者の様式に従いながらも、調性や強弱の変化による緊張感を高めた、より劇的な表現が見られる。モンテヴェルディは後にヴェネツィアのサン・マルコ聖堂で楽長の地位を得て、同地に新設された専用のオペラ劇場のために優れた作品を生み出す。この時期にはイタリア各地でオペラが上演されるようになり、18世紀にかけてナポリで隆盛を極めた。様式は朗唱だけでなく歌謡的なアリアの比重が高まり、伴奏の規模も拡大して、より充実した音響効果がみられるようになる。衣装や舞台装置も徐々に複雑できらびやかなものとなり、オペラ劇場は王侯貴族や富裕な市民の社交と娯楽の場としても発展した。

### オペラ・セリア
もともとギリシャ悲劇の再来を目指した当時のオペラは、後にオペラ・セリア（正歌劇）と呼ばれるようになる（セリアは英語の「serious」の意）。題材はやはりギリシャ神話に求められることが多いが、ローマ時代などの人物を扱ったものも見られる。対立するオペラ・ブッファは喜劇であるが、セリアは悲劇とは限らない。ハッピーエンドのものも含まれており、そうした流れは後年の『トゥーランドット』などへ引き継がれている。
- オルフェウスとエウリディケ（既出のペーリやモンテヴェルディの他にグルックなど多数）
- ディドとエネアス（パーセル）
- ポッペーアの戴冠、ウリッセの帰還（イタリア語版、英語版）（モンテヴェルディ）
- ポントの王ミトリダーテ、イドメネオ、皇帝ティートの慈悲（モーツァルト）
- セミラーミデ（ロッシーニ）

### オペラ・ブッファ
これに対し、もっと世俗的な内容の作品がオペラ・ブッファ（喜劇オペラ）である。もともとは、3幕もののセリアの幕間劇として演じられたコメディが独立し、規模拡大したものである。初期の幕間劇で今日まで残るものとして、ペルゴレージ（1710年 - 1736年）の『奥様女中』（1733年）がある。18世紀には独立されたジャンルとして発展し、パイジエッロ（1740年 - 1816年）、チマローザ（1749年 - 1801年）、サリエリ（1750年 - 1825年）などが多数の作品を残した。中でも、モーツァルト（1756年 - 1791年）がダ・ポンテの台本に作曲した『フィガロの結婚』（1786年）、『ドン・ジョヴァンニ』（1787年）、『コジ・ファン・トゥッテ』（1790年）が有名である。

### グルックによるオペラ改革
18世紀前半のバロック時代後期のオペラには、ドイツ出身でイギリスで活躍したヘンデル（1685年 - 1759年）や、フランスのラモー（1683年 - 1764年）などに優れた作品があったものの、本場イタリアでは、カストラートをはじめとした人気歌手たちの声と技巧をひけらかすことを第一の目的とし、筋の方は支離滅裂で珍妙なものも増え、劇としては堕落の様相を呈する傾向があった。また、バロック・オペラのスタイルも誕生から百数十年が経ち、制度疲労と硬直化を見せるようになった。そうした状況の中、18世紀後半に古典派音楽の台頭とともに登場したのが、ドイツ出身のグルック（1714年 - 1787年）である。彼は、歌手のためにオペラがあるのではなく、オペラのために歌手が奉仕するような、あくまで作品とドラマの進行を第一とするような方向にオペラを再び立ち返らせ、ドラマの進行を妨げる余計な要素を一切廃したスタイルのオペラを書いた。当初はオーストリアのウィーンで、後期はパリで活躍するが、当然のことながら旧守派と激しく衝突し、ことにパリでの争いは歴史的にも有名である（後述）。改革されたオペラの第1作は、ウィーン時代の1762年に初演された『オルフェオとエウリディーチェ』であった。パリ時代の作品には『オーリードのイフィジェニー』(1774年)、『包囲されたシテール (改訂版) 』(1775年)、『アルセスト 』(1776年改訂版)、『エコーとナルシス』 (1779年)、『トーリードのイフィジェニー』（1779年）などがある。
グルックの「オペラ改革」は、後の時代に大きな影響を与えた。

### イタリア・オペラとドイツ・オペラ
何世紀もの間、イタリア・オペラが正統派オペラの形式であり、多くのオペラは、作曲者が主に英語やドイツ語を話していたとしても、イタリア語の台本に作曲された。
18世紀においてもなお、イタリア音楽こそが最高のものであるという認識が残っており、どこの宮廷でもイタリア人音楽家をこぞって重用した。その一方で、今日名を残す多くのドイツ人作曲家が登場したが、たとえばグルックはイタリア語、フランス語のオペラは書いたが、ドイツ語のオペラ作品は書いていない。またヘンデルは多くのオペラを書いたが、ドイツ語のオペラは1曲のみである。
19世紀に入り、ようやくドイツ圏のオペラはドイツ語で書かれる形が定着したものの、前世紀のバッハに続いて、ブラームス、ブルックナー、マーラーと一切オペラを残さなかった大作曲家が少なくない。
一応オペラは残しているが、今日ではほとんど上演されない（ただし他分野では人気の高い）ドイツ系作曲家となるとシューベルト、リスト、シューマン、メンデルスゾーンがこれに加わる。

### ドイツ・オペラの誕生と興隆
最初の重要なドイツ語のオペラは、時代をさかのぼること17世紀前半、シュッツ（1585年 - 1672年）の『ダフネ』（1627年）と目されているが、楽譜は現在では失われてしまっている。
17世紀後半になると、ドイツ語圏各地に宮廷劇場ができるが、1678年に三十年戦争（1618年 - 1648年）の影響の少なかったハンブルクに公開オペラハウスが建設されると、ドイツ人作曲家によるドイツ語オペラが数多く上演されるようになる。ここで活躍した作曲家にはタイレ（1646年 - 1724年）、クッサー（1660年 - 1727年）、カイザー（1674年 - 1739年）、マッテゾン（1681年 - 1764年）などがいるが、特に有名なのはテレマン（1681年 - 1767年）であろう。彼は18世紀前半に多くのドイツ語オペラを書き、それらは大いに人気を博した。
18世紀の後半になると、フランスのオペラ・コミックやイギリスのバラッド・オペラの影響を受け、喜劇的な内容を持ち、レチタティーヴォの代わりに台詞の語りをもったジングシュピールが生まれる。この様式はヒラー（1728年 - 1804年）によって完成され、その後ハイドン（1732年 - 1809年）やディッタースドルフ（1739年 - 1799年）によって、より音楽的に充実したものとなった。
ドイツ語オペラにおける次の重要な作曲家はモーツァルト（1756年 - 1791年）である。中でも死の年（1791年）に書かれた『魔笛』は、ジングシュピールの様式による非常に優れた作品である。それまでのジングシュピールが台詞による劇の進行のところどころに歌を配した文字通りの「歌芝居」である傾向が強いのに対し、モーツァルトがウィーン時代の初期に作曲した『後宮からの誘拐』（1782年）は、すでに堂々たるオペラになっている（音楽が主、語りが従）。伝えられる逸話によれば、上演に接した神聖ローマ皇帝ヨーゼフ2世はモーツァルトに対し「音符が少々多い」と感想を述べたところ、彼は「音符はまさに必要なだけございます」と答えたという。真偽はともかく、このジャンルに対する一般の認識と、作曲者の対抗心が対比されており興味深い。そのモーツァルトも、残した作品の比率としてはイタリア語作品が多くを占めるが、様式的にもイタリアオペラの伝統とは異質なこともあり、また生まれたザルツブルクも後年活躍したウィーンも当時の「ドイツ国民の神聖ローマ帝国」であり、モーツァルト本人も自らを「ドイツ人」であると認識しているなど（ヴォルフガング・アマデウス・モーツァルト#ドイツ人論議参照）（そもそもハイドンやベルクを含めてオーストリア・オペラという呼び方が用いられることはほとんどない）、今日ではこれらもドイツオペラの枠で論じられることが多い。『ドン・ジョヴァンニ』は初演後100年間でドイツ圏での上演6600回に対しイタリアでの上演は200回弱にすぎず、『コジ・ファン・トゥッテ』に至っては1816年から126年間、『フィガロの結婚』も1815年から20世紀まで、総本山ミラノ・スカラ座で一度も上演が行われないなど、イタリア人はこれらの自国語作品を殆ど受け入れようとはせず、影響も受けなかった。さすがに現代においては、これほど極端な拒絶は行われていないが、それでもこれらの作品は、イタリア人よりはドイツ圏の歌手や指揮者が得意とする伝統(イタリア人であってもムーティやジュリーニのようにドイツ音楽を得意とする指揮者)が残っている。戦後しばらくのミラノ・スカラ座も、これらの作品をワーグナー作品などとともに、ドイツ・オペラ主任として迎えたカラヤンに任せていた。
ドイツ語オペラの流れは、19世紀に入ってベートーヴェン（1770年 - 1827年）の『フィデリオ』（1814年）を生むが、真にドイツ・オペラをオペラ界の主要ジャンルとして確立させたのはヴェーバー（1786年 - 1826年）で、『オベロン』（1826年）や『魔弾の射手』（1821年）といった作品は、E.T.A.ホフマン（1776年 - 1822年）、シュポーア（1784年 - 1859年）やマルシュナー（1795年 - 1861年）の作品とともに、イタリアのセリアともブッファとも異なるロマンティック・オペラの特質を表しており、これはやがてヴァーグナーの楽劇へと至ることになる。一方、ロルツィング（1801年 - 1851年）やフロトー（1812年 - 1883年）らはフランスでさらに発展したオペラ・コミックをジングシュピールの伝統と融合させた、ドイツ式オペラ・コミックを創り上げた。また同じくフランスで生まれたオペレッタはウィーンで大衆的な支持を得て発展した。一方でヴァーグナーの登場もあり、ドイツ語圏のオペラは硬軟両面で急速に興隆していく。20世紀にかけてはリヒャルト・シュトラウスがその流れを集大成し、アルバン・ベルクが現代音楽としてのドイツオペラを樹立した。これらの作家は、ヴァーグナー、初期のシュトラウス、ベルクを除くと、悲劇好みのイタリアとは異なって、なべて喜劇やハッピーエンド作品を指向しているのが、モーツァルト(彼はオペラ・セリアですらハッピーエンドを好んだ)以来のドイツオペラの大きな特徴である。また、ファンタスティックな要素への傾斜も強く、イタリアオペラには滅多に登場しない魔法 (シンデレラ物語ですらロッシーニ作品では魔法抜きに脚色されている) が、『魔笛』『魔弾の射手』『ヘンゼルとグレーテル』『影のない女』、ヴァーグナーの諸作と目白押しである。

### フランス・オペラ
イタリアでナポリ派オペラが発展していた17世紀半ば、フランスではリュリ（1632年 - 1687年）により、フランス語で歌われる独立したフランス・オペラの伝統が創始された。この伝統は18世紀前半にはラモー（1683年 - 1764年）に受け継がれ、豊かに発展した。18世紀中期になると、イタリアのオペラ・ブッファの影響をうけ、コミカルな内容を中心とし、レチタティーヴォの代わりに語りをもったオペラ・コミックが登場し、次第に人気を集めるようになる。1752年にイタリアから来たオペラ団がパリでペルゴレージの『奥様女中』を上演すると、ラモーに代表される伝統的フランス・オペラと、イタリアのオペラ・ブッファやその影響で生まれたオペラ・コミックのどちらが優れているかに関して知識人たちの間で大いに論争となったことがあったが、これは「ブフォン論争」と呼ばれる。この論争の後、オペラ・コミックはますます人気を高めるが、この論争で反ラモーの代表的存在だった、思想家としても有名なルソー（1712年 - 1778年）は、『村の占い師』（1752年）というオペラ・コミックを書いて自らのオペラ思想を世に問うた。
1773年にドイツ出身でウィーンで活躍していたグルックがパリにやって来て、彼の「オペラ改革」をフランス・オペラに持ち込むと、今度は旧来のイタリア・オペラを支持し、イタリアのピッチンニ（1728年 - 1800年）を擁した「ピッチンニ派」と、グルックの新式オペラを支持する「グルック派」の間で、ブフォン論争以上の激しい争いが起き、時に武力抗争にまで発展したと言われている。
やがて18世紀後期になると、オペラ・コミックはフランス革命期の社会的風潮の影響を受けてか、喜劇的なものよりも英雄的で雄大な内容を持つものに変化し、伝統的なオペラとの違いは単にレチタティーヴォのあるなし程度になってゆく。「革命オペラ」「恐怖オペラ」「救出オペラ」などとも呼ばれることのあるこのようなオペラ・コミックの代表者には、ゴセック（1734年 - 1829年）、メユール（1763年 - 1817年）、イタリア出身のケルビーニ（1760年 - 1842年）、などがいる。また、ドイツのオペラであるが、ベートーヴェンの『フィデリオ』もこの「救出オペラ」の一種である。後期のグルックがパリで活動したせいもあり、これらのオペラ・コミックを含めて18世紀後期のフランス・オペラはグルックの「オペラ改革」の影響を強く受けている。ケルビーニと同じくイタリア出身のスポンティーニ（1774年 - 1851年）はそうしたグルックの後を継ぐような、そしてより大規模なオペラ・セリアを書き、後のグランド・オペラの先駆となった。
19世紀前半になると、台詞による語りのないフランス・オペラは、5幕形式でバレエを含む大規模な形式の、グランド・オペラと呼ばれる様式となった。代表的な作曲家はマイアベーア（1791年 - 1864年）である。ヴァーグナーやヴェルディもパリで自作を上演する際にはバレエを追加した（『タンホイザー』と『ドン・カルロス』）。この様式の大家としてはマイアベーアが人気を博し、『悪魔のロベール』（1831年）『ユグノー教徒』（1836年）、『預言者』（1849年）、『アフリカの女』（1865年）など、今日でも上演される作品を残している。他にはジャック・アレヴィ（1799年 - 1862年）の『ユダヤの女』（1835年）やベルリオーズ（1803年 - 1869年）の『トロイアの人々』（1858年）、アンブロワーズ・トマ（1811年 - 1896年）の『ハムレット』（1868年）、カミーユ・サン＝サーンス（1835年 - 1921年）による『サムソンとデリラ』（1877年）と『ヘンリー八世』（1883年）、マスネ（1842年 - 1912年）の『エロディアード』（1881年）と『ル・シッド』（1885年）などがある。
オペラ・コミックも19世紀前半は隆盛を極め、ボワエルデュー（1775年 - 1834年）の『白衣の婦人』（1825年）、オベール（1782年 - 1871年）の『フラ・ディアヴォロ』（1830年）、『青銅の馬』（1835年）、『黒いドミノ』（1837年）、『王冠のダイヤモンド』（1841年）、エロルド（1791年 - 1833年）の『ザンパ』（1831年）、『プレ・オ・クレール』（1832年）といった人気作が生み出された。
オベールの『マノン・レスコー』（1856年）などの出現で、オペラ・コミックが喜劇的ではなくなってしまったので、新たな喜劇的オペラを望むパリ民衆の要望に応えて、より大衆的な通俗性や社会風刺、人気作のパロディーなどを持ったオペレッタが生まれた。特にオッフェンバック（1819年 - 1880年）の『地獄のオルフェ』（『天国と地獄』、1858年）は国際的に爆発的な成功を収めた。そのほか、『美しきエレーヌ』（1864年）、『青ひげ』（1866年）、『パリの生活』（1866年）、『ジェロルスタン女大公殿下』（1867年）、『ラ・ペリコール』（1868年）、『盗賊』（1869年）など続々とヒット作を生み出した。オッフェンバックはヨハン・シュトラウス2世にオペレッタの創作を勧め、ウィンナ・オペレッタ誕生につながっていく。
その後、オペラ・コミックの方でもビゼー（1838年 - 1875年）の『カルメン』（1875年）、オッフェンバックの『ホフマン物語』（1880年、未完）、シャブリエ（1841年 - 1891年）の『エトワール』（1877年）、『いやいやながらの王様』（1887年）、『教育欠如』（1879）などの傑作が生まれている。
なお、マイアベーアとオッフェンバックは元々ドイツ人であるが、作品はあくまでパリを拠点にフランス語で書かれたため、フランス・オペラとして扱われる。ただし、オッフェンバック作品は本人の生前からウィーン上演が好評を博したこともあり、死後はドイツ語訳上演のほうが多かった時期もあったが、21世紀に入ると、マルク・ミンコフスキらによるフランス語上演も急速に盛り返し、もともと上演の盛んだったドイツ圏とあわせ活況を呈している。目下はフランスのリヨン国立オペラなどが上演に意欲的である。なお、生地ケルンにはオッフェンバック歌劇場まで作られた。
19世紀前半に圧倒的人気を誇ったグランド・オペラも、「あらゆるオペラの命とりともいうべき流行の変遷」などから、1850年頃により内面的な叙情性をもったドラム・リリクが現れる。グノー（1818年 - 1893年）とトマがその代表である。典型的な例として、グノーは『ファウスト』（1859年）、トマには『ミニョン』（1866年）、エルネスト・ショーソン（1855年 - 1899年）の『アルテュス王』（1895年）などがある。
この他によく上演されるフランスのオペラ作品として、マスネの『マノン』（1884年）、『ウェルテル』（1892年）、『タイス』（1894年）、『ドン・キショット』（1910）、シャルパンティエ（1860年 - 1956年）の『ルイーズ』（1900年）、ドビュッシー（1862年 - 1918年）の『ペレアスとメリザンド』（1902年）、モーリス・ラヴェル（1875年 - 1937年）の『スペインの時』（1911年）、『子供と魔法』（1925年）、フランシス・プーランク（1899年 - 1963年）の『カルメル派修道女の対話』（1957年）などがある。

### 19世紀前半のイタリア・オペラ
19世紀ヨーロッパの音楽界では、ロッシーニ（1792年 - 1868年）が『セビリアの理髪師』（1816年）、『アルジェのイタリア女』（1813年）、『チェネレントラ』（シンデレラ、1817年）などのオペラ・ブッファを量産するなど、引き続きイタリア・オペラが主流の座を占めた。ウィーンでもベートーヴェンはロッシーニの人気の足元にも及ばぬ状況であった。またオペラ・セリア様式の作品も、題材がギリシャ古典から中世以降の時代に下っても悲劇としては一貫しており、ドニゼッティ（1797年 - 1848年）の『アンナ・ボレーナ』（アン・ブーリン、1830年）、『マリア・ストゥアルダ』（メアリー・スチュアート、1834年）、『ランメルモールのルチア』（1835年）などが知られる。ベッリーニ（1801年 - 1835年）もまた『清教徒』（1835年）、『ノルマ』（1831年）、『カプレーティとモンテッキ』（1830年）などのセリアの作曲で知られる。もっとも、ドニゼッティはブッファの傑作『愛の妙薬』（1832年）でも有名であり、ロッシーニも『タンクレーディ』（1813年）、『オテロ』（1816年）、『湖上の美人』（ウォルター・スコット原作）（1819）、『セミラーミデ』（ヴォルテール原作）（1823）といったセリア作品や、『泥棒かささぎ』（1817年）といったセミ・セリア作品及び『ギヨーム・テル』（シラー原作、1829年）でも評価を得ている。

### ヴァーグナー
オペラの発展は、ドイツではヴァーグナー（ワーグナー、1813年 - 1883年）、イタリアではヴェルディ（1813年 - 1901年）によって、19世紀に最も劇的な段階を迎えた。
ヴァーグナーは、通奏低音で伴奏される比較的小音量のレチタティーヴォに、フルオーケストラ伴奏によるアリアがところどころ挿入され、アリアの終了の度に熱心な聴衆の拍手喝采により演奏が中断されるという、伝統的なオペラの形式を拒んだ。代わって、レチタティーヴォとアリアが混然一体となり、また常にオーケストラにより伴奏されるという、通して歌われる様式を導入した先駆者となった（このため拍手は幕間にだけ行われるようになった）。さらにヴァーグナーはライトモティーフを大々的に使用した。ライトモティーフは、かつてヴェーバーの使用例もあるが、物語中の登場する登場人物、道具や概念などを音楽で描こうという音楽的な工夫である。例えばある人物が舞台に登場するときや、舞台にいなくても他の登場人物がその人物について触れるときに、その人物を表すライトモティーフを奏でることで、あたかも映像を見ているような描写的効果を得ている。
ヴァーグナーはまた、「楽劇」（独Musikdrama, 英Music drama）とよばれる独特のオペラで作品の大規模化ももたらした。最初の楽劇である『トリスタンとイゾルデ』（1859年）は、ただ単にオペラを革新したのみならず、その革新的和声語法は調性の崩壊へと道を開いた意味で、西洋音楽史全体から見ても非常に重要な作品である。
より重厚な響きを求めて大編成化したオーケストラに歌唱が埋没せぬよう、聴衆が舞台のみに集中して鑑賞するように、ヴァーグナーは自分自身の作品を上演する専用の劇場を必要とするに至り、バイエルン王ルートヴィヒ2世からの資金援助を受けて、オーケストラ・ピットを舞台の下に押し込めるという特異な構造のバイロイト祝祭劇場を建設した。そこで上演される『ニーベルングの指輪』（1854年、1856年、1871年、1874年）は、4つの楽劇の連作という巨大作品で、4夜を費やして演奏される。通して観ると約15時間程になり、空前の大規模作品であった（現在はシュトックハウゼンの『光』という1週間を要する作品があり、規模の上ではこれを上回る）。
ヴァーグナーの楽劇の題材は北欧神話や中世の物語を扱っており、その意味ではオペラ・セリアの延長線上にあるともいえる。中世ドイツのマイスター（職人の親方たち）を題材にした『ニュルンベルクのマイスタージンガー』（1867年）は唯一の喜劇的作品であるが、ロッシーニの喜劇に比べるとはるかに生真面目ともいえる。

### ヴェルディ
ヴェルディはヴァーグナーのような音楽の革命家ではなかったが、オペラ・セリアの伝統的形式を継承発展させる形で作曲した。彼のオペラの登場人物は、まだ市井の一般人ではないが、神話的人物や叙事詩的英雄というわけでもなく、現代的な（彼の同時代という意味で）オペラ・セリアを再構築したということもできる。彼は初期の作品で、イタリア独立運動を支持する人々の愛国心を高揚させて大いに支持を受けた。ついで、登場人物の人間性に鋭く迫って劇的に表現する作風を確立し、音楽としてもドラマとしても完成度の高い中期の傑作群を創作した。1850年代に彼の最も有名なオペラ3作品、『リゴレット』、『イル・トロヴァトーレ』、『椿姫』を生み出した。グランド・オペラ風の『アイーダ』（1871年）と（オペラではないが）『レクイエム』（1874年）を最後に一旦リタイアした後、作曲家ボーイト（1842年 - 1918年）らのすすめで再度筆をとり、晩年の傑作『オテロ』（1887年）、『ファルスタッフ』（1893年）を残した。

### ヴェリズモ・オペラ
ヴェリズモ・オペラは、イタリアで発生したヴェリズモ文芸運動がオペラに波及したものと見ることも、自然主義文学のオペラへの影響と見ることもできる。そこでは市井の人々の生活が、病苦・暴力といった暗部をも含む形で描写される。マスカーニ（1863年 - 1945年）の『カヴァレリア・ルスティカーナ』（1890年）は、シチリアの小村における悲劇であり、ヴェリズモ・オペラの初期の傑作である。またレオンカヴァッロ（1857年 - 1919年）の『道化師』（1892年）では、現実と仮想世界との区別の付かなくなった道化師カニオが舞台上で妻を殺してしまう。この傾向のオペラは1890年代から20世紀初頭にかけて多くの模倣・追随者を生んだ。

### ロマン派オペラの終焉
19世紀終盤から、20世紀初頭にかけて、ロマン派オペラはヴェルディ、ヴァーグナーを受け継ぎ、最後の花を咲かせる。ドイツのリヒャルト・シュトラウス（1864年 - 1949年）は、『サロメ』（1905年）、『エレクトラ』（1908年）で大きな反響を得た。前者の官能を刺激する色彩的な音楽は賛否両論を生み、後者の大胆な和声は伝統的な響きに慣れ、それらを好む聴衆からは猛反発を受けた。しかし、シュトラウスのオペラ作家としての地位は固まり、詩人ホフマンスタールとともに様々な新機軸を出した。後年、円熟した擬古的な作風の『ばらの騎士』（1910年）、『ナクソス島のアリアドネ』（1912年）、『アラベラ』（1932年）などで音楽的完成度と大衆的な人気をともに確保して、モーツァルト・ヴァーグナーと並ぶ「ドイツの3大オペラ作曲家」と呼ばれるようになった。しかし、晩年の作品はロマン派の最盛期を過ぎた、残照のような位置づけであることは否めない。他にドイツ・ロマン派の最後を飾るオペラとしては、『ヘンゼルとグレーテル』（1893年）で知られるフンパーディンク（1854年 - 1921年）や、リヒャルト・ヴァーグナーの息子ジークフリート・ヴァーグナー（1869年 - 1930年）によるメルヘン・オペラ(独: Märchenoper)、またそれ以外にプフィッツナー（1869年 - 1949年）の作品がある。また、ドイツ・ロマン派と近代のオペラの架け橋的存在として、ツェムリンスキー（1871年 - 1942年）、シュレーカー（1878年 - 1934年）、コルンゴルト（1897年 - 1957年）がいるが、このうちシュレーカーとコルンゴルトは、当時はシュトラウスに匹敵する人気を誇っていた。
イタリアのジャコモ・プッチーニ（1858年 - 1924年）は、ヴェリズモ・オペラの影響を受けつつも、イタリア・オペラの伝統に沿った作品を書いた。彼は庶民的な題材と美しいメロディをほどよくバランスさせ、親しみやすい中にも完成度の高い作品群を作って人気を博した。出世作『マノン・レスコー』（1893年）と続く『ラ・ボエーム』（1896年）は好評をもって迎えられ、彼の地位を確立した。『トスカ』（1900年）で頂点に立った後、『蝶々夫人』（1904年）では歴史的な失敗を喫したが、今日ではあらゆるオペラの中でも人気の高い作品として知られるようになった。
R.シュトラウスとプッチーニは、ロマン派のオペラの幕を引いたといってよいが、後者はより印象主義的な語法が濃圧である。その後、演劇と音楽が協調してできたオペラの役割は映画、あるいは今日ではテレビが担うことになる。

### 諸国の国民的オペラ
ロシアの国民主義のオペラはグリンカ（1804年 - 1857年）により創始され、ロシア5人組の作曲家たちによって継承発展された。ムソルグスキー（1839年 - 1881年）の『ボリス・ゴドゥノフ』（1874年）、ボロディン（1833年 - 1887年）の『イーゴリ公』（1890）は名高い。また、リムスキー＝コルサコフ（1844年 - 1908年）は『金鶏』（1907年）、『サトコ』（1898年）など多数の作品を残した。チャイコフスキー（1840年 - 1893年）は『エフゲニー・オネーギン』（1878年）や『スペードの女王』（1890年）で知られるが、バレエ音楽とともにむしろ西欧風の作品といえる。20世紀に入ると、ショスタコーヴィチ（1906年 - 1975年）が『ムツェンスク郡のマクベス夫人』（1934年）という近代オペラの傑作に数えられる作品を生んだ。
チェコでは19世紀後半に、ヴァーグナーの強い影響を受けていたスメタナ（1824年 - 1884年）が国民主義オペラを書き、ドヴォルジャーク（1841年 - 1904年）、ヤナーチェク（1854年 - 1928年）がその流れを引き継いだ。スメタナは『売られた花嫁』（1863年）、『リブシェ』（1872年）が知られている。ドヴォルジャークは『ルサルカ』（1901年）が有名だが、他にも多くのオペラを書いている。ヤナーチェクの『イェヌーファ』（1904年）、『利口な女狐の物語』（1924年）、『死者の家から』（1930年）などは、20世紀に入って完成された作品だけあって、より近代的な感覚のオペラとなっている。
スペインではサルスエラとして知られる、民族音楽風味を取り入れた独自様式のオペラが作られた。これはフランスやドイツ・オーストリアのオペレッタに近い位置づけである。アルベニス（1860年 - 1909年）やファリャ（1876年 - 1946年）も作品を残している。『フィガロの結婚』『ドン・ジョヴァンニ』『ドン・カルロ』『セビリアの理髪師』『カルメン』『フィデリオ』『パルジファル』『愛の妙薬』と、錚々たる人気オペラの舞台となってきたスペインだが、自国からこれらに匹敵する国際的人気作品は生み出していない。
アメリカ合衆国でも、ようやく20世紀に入ってからガーシュウィン（1898年 - 1937年）、メノッティ（1911年 - 2007年）らの活動により独自のオペラが創作されていった。

### 近代のオペラ
20世紀前半の先駆的なオペラは、当初はバルトーク（1881年 - 1945年）の『青髭公の城』（1911年）やヒンデミット（1895年 - 1963年）の『殺人者、女達の望み』（1919年）のような表現主義の傾向を持っていたが、第一次世界大戦が終了してその影響が消え、平和な発展の時代を迎えると、新古典主義の台頭とともに、ドイツでは「時事オペラ」というスタイルのオペラが興った。表現主義オペラが個人の内面的葛藤を中心に描くのに対し、時事オペラは現代の平凡な日常生活における人間関係を客観的に、醒めた視点から異化の手法なども交えて描くもので、ジャズやカバレット、レヴューといった当時の大衆音楽、芸能の要素も取り入れられ、従来のオペラというジャンルを超えるような面も持っていた。代表的な例の一つであるクルシェネク（1900年 - 1991年）の『ジョニーは演奏する』（1927年）はウィーンで大ヒットし、他にヴァイル（1900年 - 1950年）の『マハゴニー市の興亡』（1927年）、『三文オペラ』（1928年）、ヒンデミットの『行ったり来たり』（1927年）、『今日のニュース』（1929年）などがある。
その後、時事オペラの流行が終わると、ヒンデミットは『画家マティス』（1935年）、『世界の調和』（1957年）という、より生真面目な内容のオペラを残している。
また、ストラヴィンスキー（1882年 - 1971年）は新古典主義時代に『夜鶯』（1914年）、『エディプス王』（1927年）、『放蕩者のなりゆき』（1951年）といったオペラを書いている。プロコフィエフ（1891年 - 1953年）は亡命時代に新古典主義と斬新なモダニズムのスタイルによる『三つのオレンジへの恋』（1919年）を書いたが、ソ連帰国後は社会主義リアリズム的傾向を持った『セミョーン・コトコ』（1939年）や、大規模な大作『戦争と平和』（1943年、第5版1952年）を残している。

### 新ウィーン楽派のオペラ
いわゆる「新ウィーン楽派」の作曲家のオペラには、完成された作品としてはベルク（1885年 - 1935年）の『ヴォツェック』（1925年）、シェーンベルク（1874年 - 1951年）には『期待』（1909年）、『幸福な手』（1913年）、時事オペラの影響を受けた最初の十二音技法によるオペラ『今日から明日へ』（1929年）があるが、更に未完の作品である前者の『ルル』や後者の『モーゼとアロン』等の無調、十二音技法のオペラが、戦後のドイツ・オペラの発展や、のみならずイタリアのダッラピッコラやノーノらのオペラに与えた影響は計り知れない。『今日から明日へ』は1幕物の作品であるが、大規模で本格的なオペラで十二音技法による最初のものは、クルシェネクの『カール5世』（1933年）で、これは時々上演される。

### 戦後オペラ史
第二次世界大戦後、前衛の世代はオペラの創造に極度に禁欲的な姿勢で臨むことになる。ブーレーズやクセナキスなどの前衛作曲家は、規模も大きく、経済的事情と手間暇のかかるオペラというジャンルに否定的な姿勢を見せた。その一方で、ハンス・ヴェルナー・ヘンツェ（1926年 - 2012年）は『鹿の王』（1955年、改訂版1963年）、『若き貴族』（1964年）、『バッカスの巫女たち』（1965年）など、多くのオペラを書いている。ただし、彼のオペラ創作はあくまで同時代の音楽語法を自由に用いつつ19世紀的作劇法によった伝統的スタイルのオペラ、といったものであったため、現代音楽の愛好家よりも伝統的なオペラの愛好家に受け入れられた。
このほか、前衛の時代に書かれた最も重要なオペラの1つとして、ベルント・アロイス・ツィンマーマン（1918年 - 1970年）の『兵士たち』（1965年）が挙げられる。
また、声楽家が積極的に現代音楽にかかわるというキャシー・バーベリアンのようなケースも稀であった。しかし、徐々に無調などの現代声楽法に通じた歌手が登場してくる。そして前衛の時代が終わり、前衛の世代に経済的基盤が出来たことを背景に、オペラという概念を「音楽劇」：Musiktheaterという側面から、作曲家一人一人が個別に考える時代に入った。
- ルイージ・ノーノ（1924年 - 1990年）のように、いくつかの試行を経て出された政治的オペラの『不寛容』ののち「耳で聞く悲劇」という様式へ収斂させた『プロメテオ』（1982年）。
- 数々の演奏家が別々に個別の音楽を奏でる「ミュジ・サーカス」というアイデアが存分に生かされた、ジョン・ケージ（1912年 - 1992年）の『ユーロペア1-5』は過去のオペラの断片の集合体という組み合わせである。
- 一方フランスのオリヴィエ・メシアン（1908年 - 1992年）は、『アッシジの聖フランシスコ』（1983年）によって、ヴァーグナーの『パルシファル』の延長線上とも言える巨大な宗教的神秘オペラを創作した。神秘オペラは次にシュトックハウゼンに引き継がれることになる。
- 演出、衣装、振付、作曲、演技全てを一人で管轄し、ダ・ヴィンチ型才能を駆使するシルヴァーノ・ブッソッティ（1931年 - ）の『ロレンザッチョ』（1968年 - 1972年）。
- フィリップ・グラス（1937年 - ）のミニマル音楽による最初期のオペラ『浜辺のアインシュタイン』（1976年）は、明確な筋を持っておらず、歌詞が「ドレミファソラシ」で歌われる。また音楽は、聴衆の入場が許される数時間も前から始まって、事実上聴けない音楽が奏される。
- リゲティ（1923年 - 2006年）は自作の唯一のオペラ『ル・グラン・マカーブル』（1977年、第2稿1996年）で「地球最後の日」というSF的な素材を現代風の歌劇にアレンジすることに成功した。
- 「オペラはストラヴィンスキーで終わった。これからは音楽が劇を操作する“音楽劇”でなくてはならない」という欲望を実らせたルチアーノ・ベリオ（1925年 - 2003年）の『オウティス』。
- 25年以上をかけて1週間かかる長大な自叙伝的オペラを完成させたカールハインツ・シュトックハウゼン（1928年 - 2007年）の『光』（1977年 - 2003年）は歌手のみならず、器楽奏者も主役になる。また、この連作は後の作品になるほど明確な粗筋は見られなくなる。
- 人造言語に基づき、原言語の意味を過激なパフォーマンスで問うハンス・ヨアヒム・ヘスポスの『イオパル』。彼の器楽作品は音を出さない演技や行為も音楽として扱い、のちにハンス・ツェンダーやロルフ・リームに引き継がれるが。これをマウリシオ・カーゲル（1931年 - ）の諸器楽作品と同じく「ムジーク・テアター」として扱う音楽学者もいる[13]。
- 世紀末が近づくとモートン・フェルドマン（1926年 - 1987）が1977年、サミュエル・ベケットの台本にもかかわらずケージと同じ完全なアンチ・オペラに仕立てた“Neither「・・・でもなく」”に始まり、1980年代後半から1990年代にかけて初演されたアドリアーナ・ヘルツキーの『ルル』の焼き直しに近い『ブレーメンの自由』やヘルムート・ラッヘンマン（1935年 - ）の特殊奏法の総体系に近い『マッチ売りの少女』（1997年）は、電子音を含むすべての現代作曲技法の使用や筋書きなしの台本の使用、従来のイディオムの徹底的な不使用など、21世紀のオペラのあり方を先取りするようになった。

しかし、以前同様に台本ありのオペラを書く作曲家の層も厚く、両者の拮抗が21世紀に入っても続くと見られている。近年でも暗譜不可能な場合はボーカル・スコアを読みながら舞台に立つ歌手も多く、この点に関しても賛否両論に割れている。近年のシュトックハウゼンは厳格に「暗譜」を指示しているが、これは視覚的にも大きな効果を上げる一方、大量の練習時間を必要とし、肉体的疲労も大きい。
オペラ創造をライフワークにするといったシュトックハウゼンや松平頼暁（1931年 - ）、ヘンツェのような存在も、世界中何名か見られる。

## オペラビジネスの変化
昔は移動に時間がかかり自由に往来できなかったので、歌劇場と歌手が契約すると、その歌劇場で歌うのが原則だった。
マーラーがウィーン国立歌劇場に登場した当時は、同じ演目の舞台で、歌手Aはイタリア語、歌手Bはドイツ語、歌手Cはフランス語で歌う（それぞれの歌手の母国語で歌う）、といったことがまかり通っていた。
スター歌手中心のオペラから、マーラーはオペラそのものを生かす歌手の配役に改革していき、聴衆も彼を支持していった。
マーラーは序曲を含むオペラ上演中の客席入場を禁じた。それまでの歌劇場は上流階級の社交場で、ドレスでロビーをいろどって開演時間を過ぎて客席に着く事が多かった。
マーラーは原語主義を導入していった。
カラヤン以後、字幕付き原語上演が主流になり、ジェット旅客機などの交通機関が発達すると、世界のトップ歌手は劇場専属になるより有力な音楽エージェントと契約し、世界中の歌劇場にメインキャストで出演する為にジェット機で飛び回るようになり、歌劇場のレパートリーシステムは綻びた。
歌劇場専属は中堅歌手が主流になっている。

## 近年のオペラをめぐる各国の状況

### ドイツ語圏

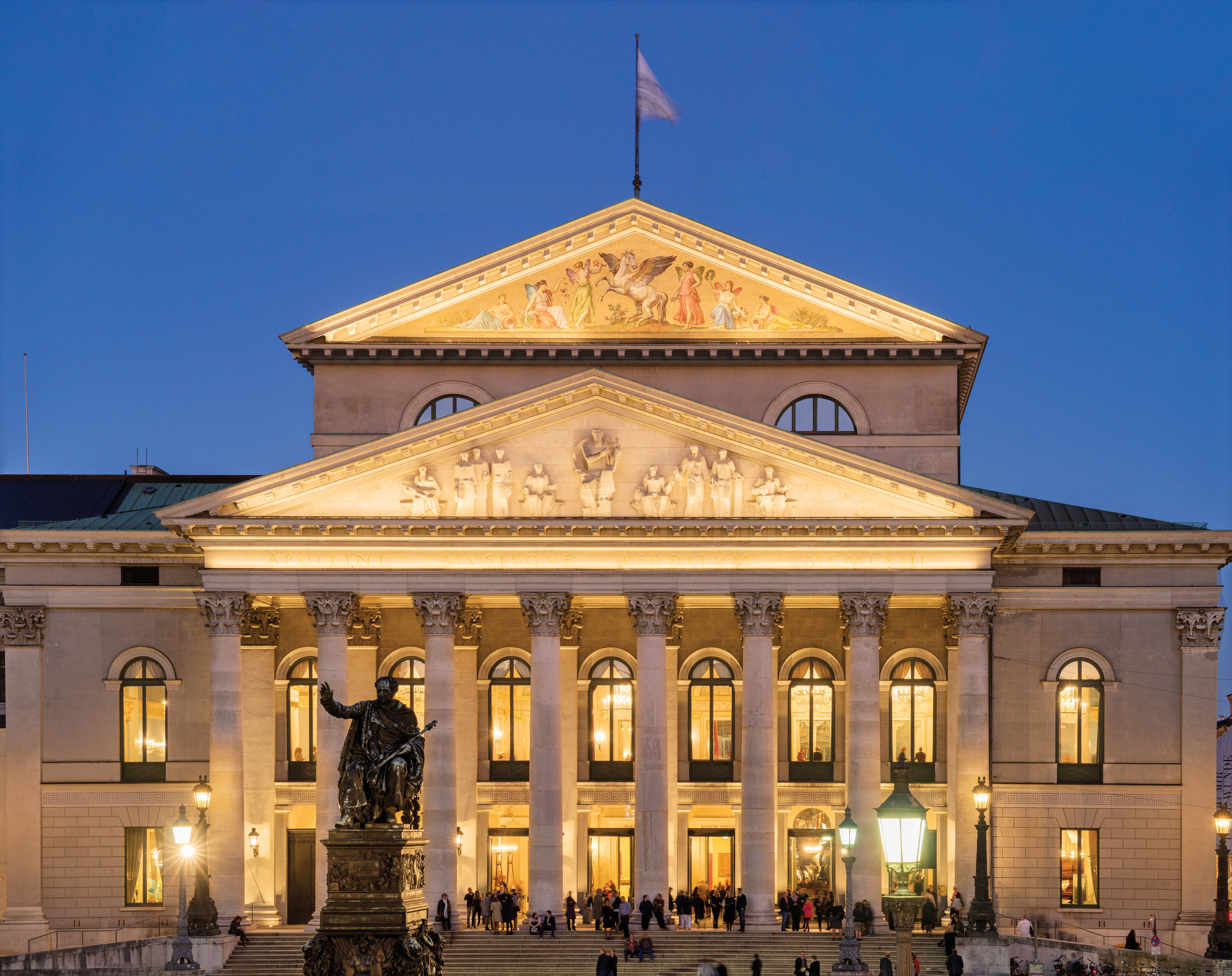
バイエルン国立歌劇場

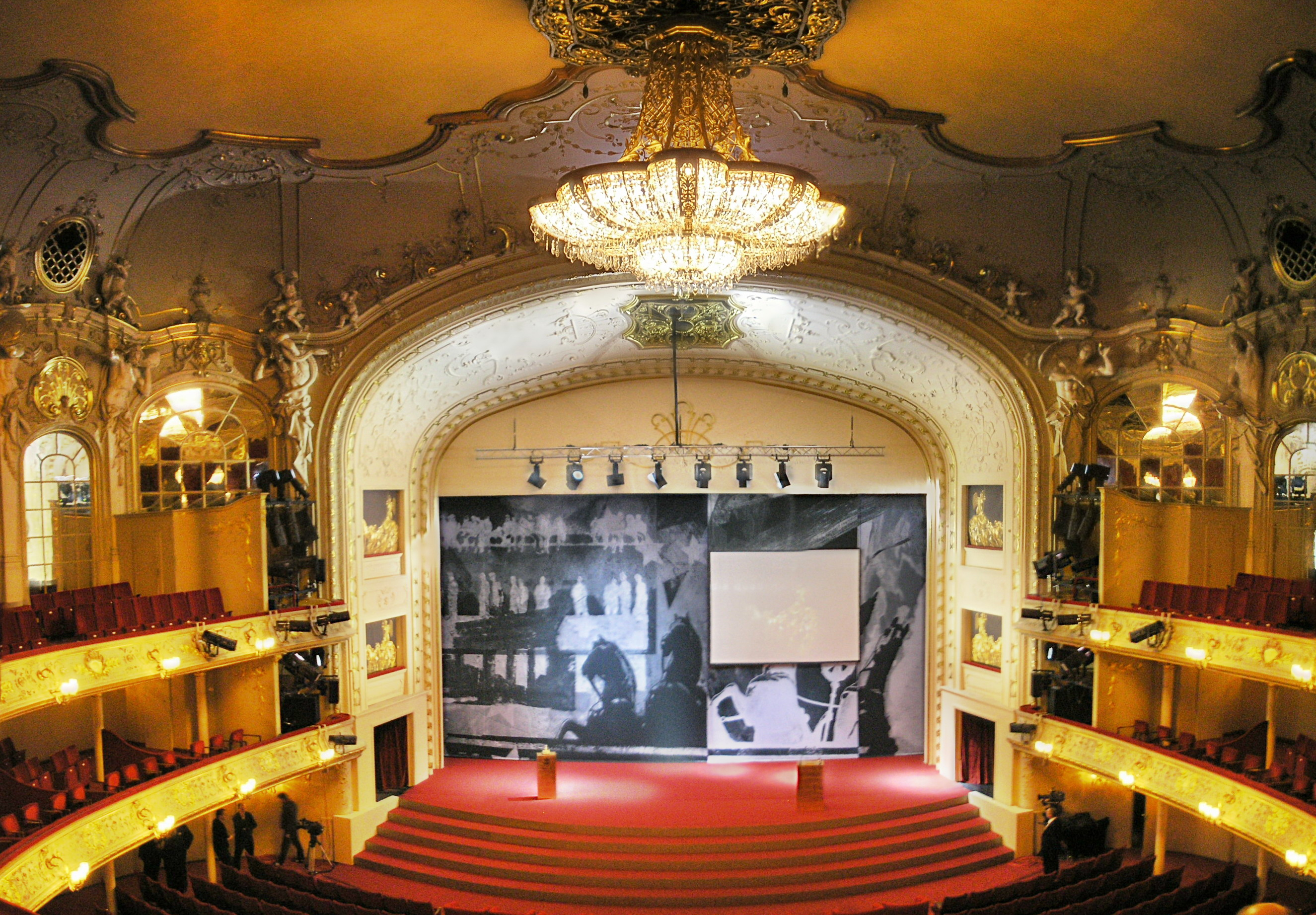
ベルリン・コーミッシェ・オーパー

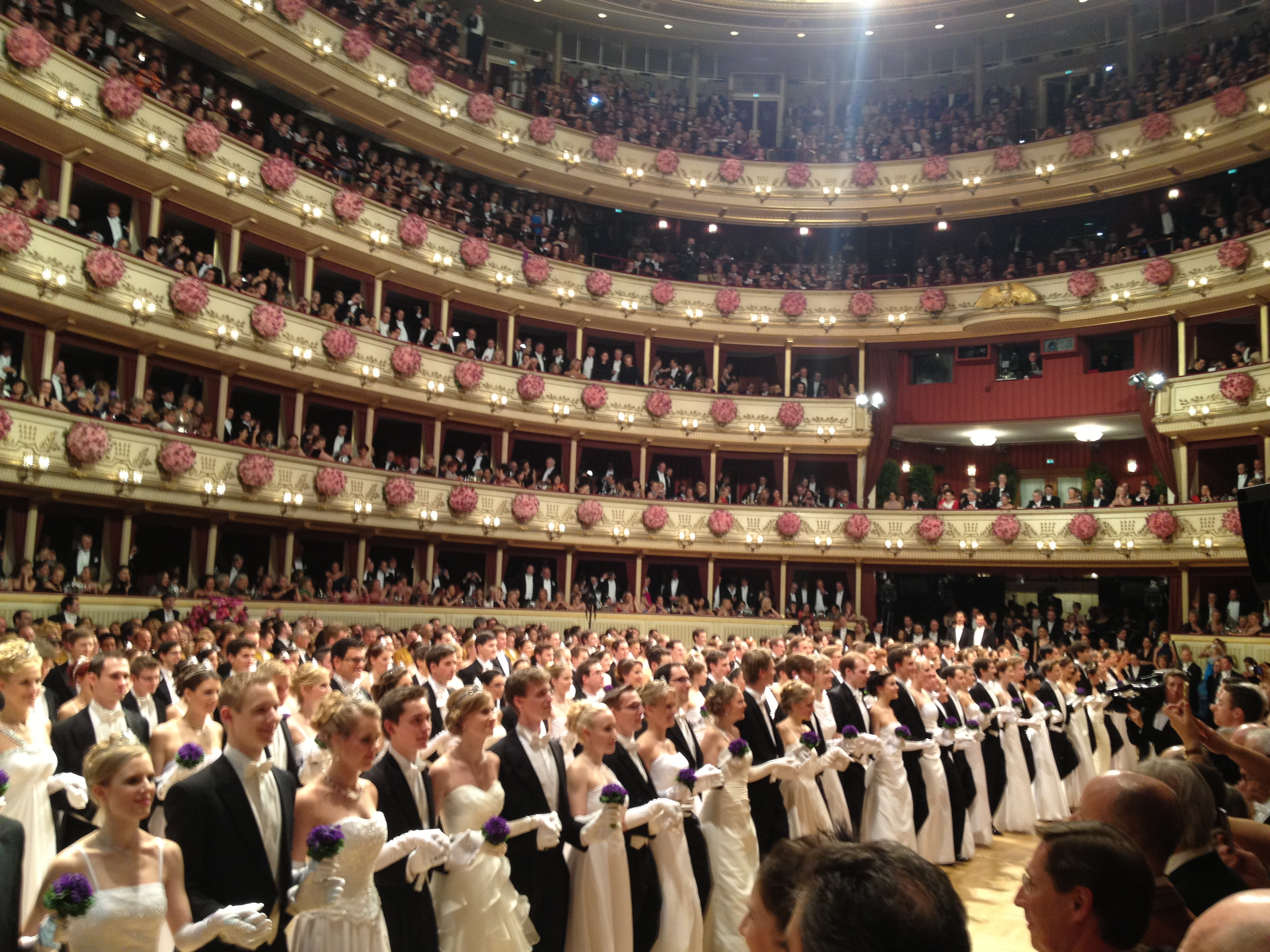
ヴィーナー・オーパンバル

現在、ドイツはカンパニーを持つ歌劇場だけで全国80箇所を擁し、次点イタリアの3倍の上演数を誇る（オーストリアとスイスの同言語圏を合算するとさらに膨れ上がる）、世界随一のオペラ大国である。しかも、各歌劇場のカンパニーは大規模なものが多く、フランス、アメリカ、イギリスには各一箇所、イタリアにも一桁の歌劇場にしかない四管編成常備のフルオーケストラを三十以上の歌劇場が擁している。
歌手たちは膨大な歌曲や宗教音楽を併せてレパートリーとすることが多く、ドイツ圏出身者にとどまらず、歴史的に縁の深い中欧・東欧系、言語的に親和性の高い（同時にメジャーな自国語オペラに乏しい）北欧、英米系のドイツ語歌手を多く育てている（これに対し南欧や中南米の人材は比較的イタリア志向が強い）。ヴァーグナー歌手として鳴らしたレジーヌ・クレスパンらフランス人のドイツオペラ歌手も少なくなく、イタリア人もさすがにドイツオペラを得意とする人材は多くないものの、イタリアオペラ要員として滞独する歌手が目立つ。いわばドイツ圏は世界中のオペラ人材の集結地となっており、合唱団員や管弦楽団員も含め日本人の滞在も少なくない。20世紀以降はこのようにオペラ市場におけるドイツの独占化が進んだこともあり、18世紀とは逆にメノッティ、シノーポリらイタリア出身の作曲家がドイツ語オペラを執筆するケースも多くなっている。

### イタリア
歌劇場の数はドイツに次ぎ、オペラ発祥の地の面目を保っているが、スタジオーネ・システム主流の国柄もあって上演数は少なく、管弦楽団や合唱団などカンパニーを全く持たない建物だけの施設も少なくない。特に財政難による経営不安定化が長年全土を覆っており、2015年にはローマ歌劇場がいったん専属者全員の解雇を発表するという衝撃的な事態も発生した。
2023年、イタリアのオペラ歌唱の慣習はユネスコの無形文化遺産に登録された。

### フランス

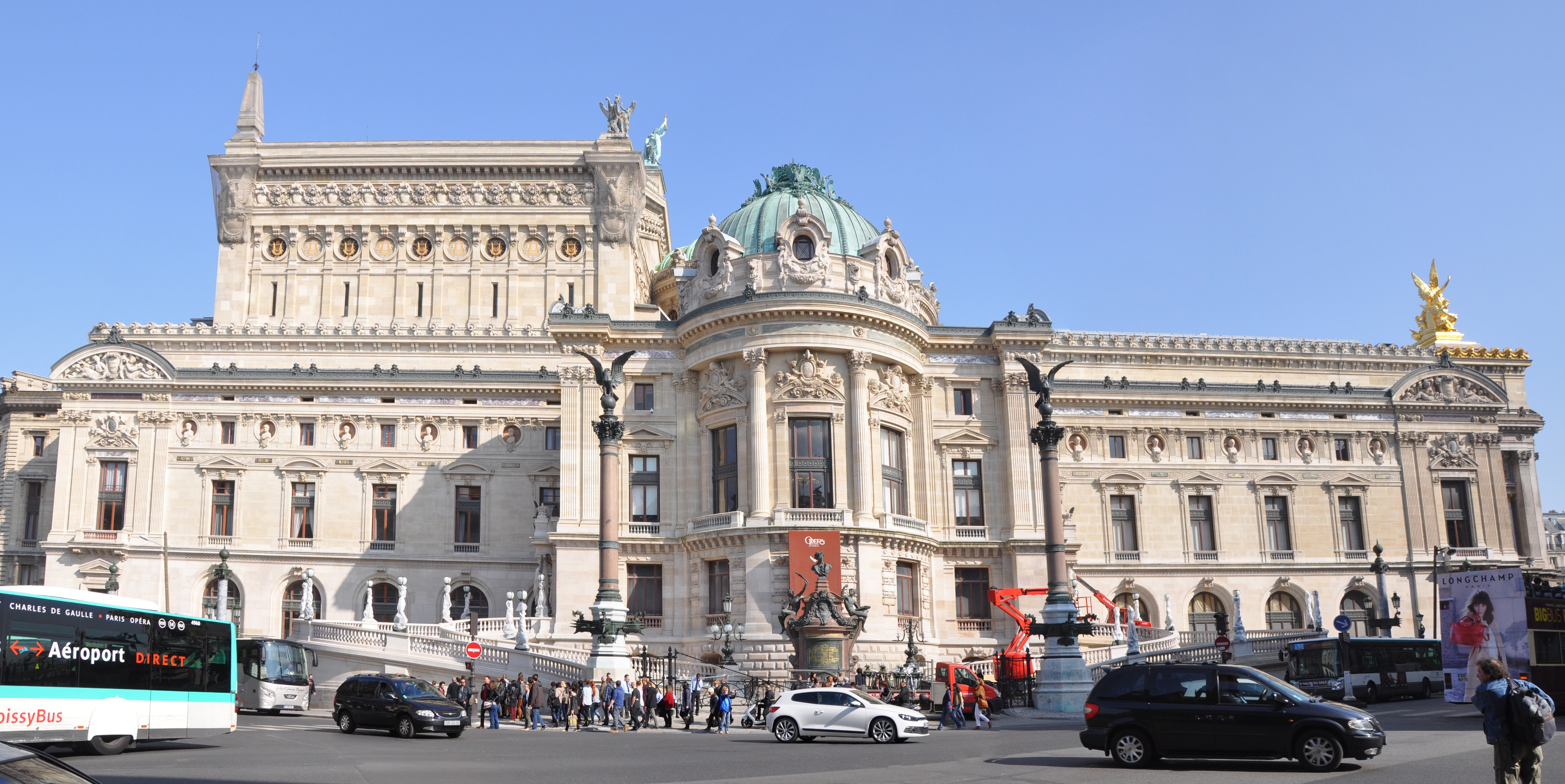
パリ・オペラ・ガルニエ

フランスでは戦後しばらくは政府の補助削減などで大きく低迷していた時期もあるが、現在はパリ・オペラ座やリヨン歌劇場などを中心にかなり活発な上演状況を呈している。フランスオペラが得意なのは当然として、イタリア、ドイツの両オペラ大国に等距離を保ち、どちらの作品でも違和感の少ない上演を行えるのが強みである。ただ、ドイツ人やイタリア人のようにフランス人オペラ歌手が自国語のみで国際的に活躍することは難しく、ジェラール・スゼー、レジーヌ・クレスパン、ナタリー・デセイら、大歌手の多くはドイツ語歌唱にも長けている。

### スペイン語圏
言語的に親和性のあるイタリアオペラを中心に歌手を豊富に輩出しており、特に近年のテノール歌手においては南米のスペイン語圏を併せるとイタリア人を上回る勢いである。スペインでの上演もマドリード王立劇場、リセウ大劇場などを中心にかなり盛んであり、南米でもブエノスアイレスのコロン劇場などは建物の豪華さで有名である。ただし、ファリャ作品やサルスエラなどのスペイン語オペラは諸外国で浸透しているとは言い難い。

### イギリス
ロイヤル・オペラ・ハウスは長い歴史を持ちよく知られている存在である。英語によるオペラ上演は、この言語の世界に占める勢力とは比べ物にならないほど極少な状態だが、イングリッシュ・ナショナル・オペラ（ロンドン）は英語による訳詞上演主義を貫いている。

### アメリカ

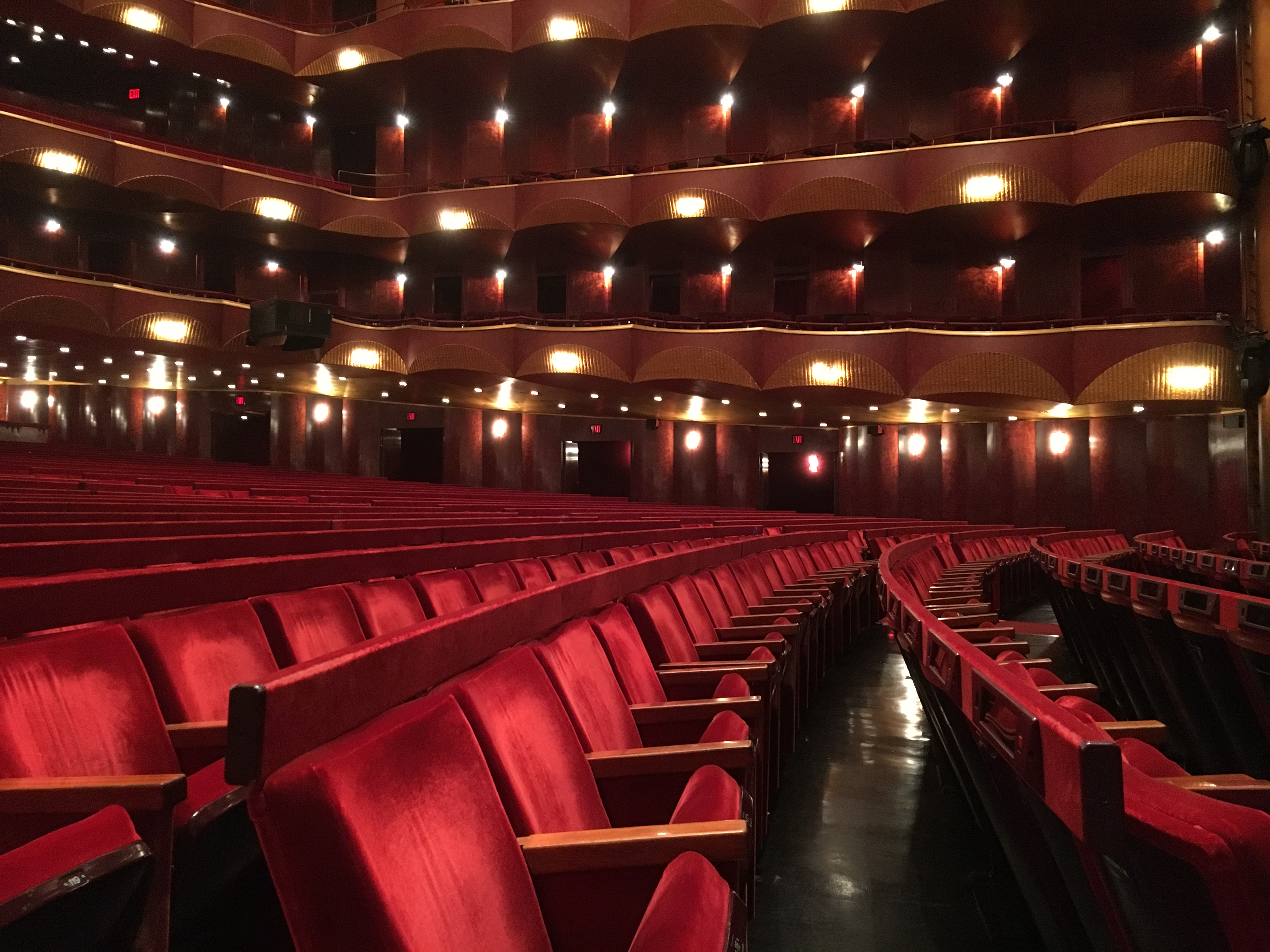
メトロポリタン歌劇場内部

ロバート・ターンブル『世界のオペラハウス』（音楽之友社1989）によると、アメリカ合衆国で常設歌劇場としての公演回数が記されているのはメトロポリタン歌劇場、ニューヨーク・シティ・オペラ、シカゴ・リリック・オペラ、サンフランシスコ・オペラの4箇所程度であり、他は公演数が年間十数回と音楽祭程度の規模しか上演が行われておらず、人口規模や国土面積に比してオペラ受容は盛んとはいえない。このうちニューヨーク・シティ・オペラは2014年に一度破産し、その後は後者のカテゴリに属する状態としてしか（2017～2018年シーズンは公演数24日間）活動再開できていない。メトロポリタン歌劇場は舞台装置と歌手の顔ぶれの豪華さにより、欧州トップクラスの歌劇場に伍する存在感を示している。

## 日本での歴史
日本における最も古いオペラ上演としては、江戸時代の1820年に長崎の出島でエジーディオ・ロムアルド・ドゥーニのフランス語オペラ・コミック『二人の猟師とミルク売り娘』がオランダ人によって上演された記録がある。
明治時代に入り、1875年、アジアツアーをしていた Maria Palmieri（1840 - 1890）と妹の Alice Persiani が日本に立ち寄り、横浜のゲーテ座で9月13日から10月7日にかけて4回、東京では蓬莱社（10月2日）、工学寮小学館（10月9日）、皇居（10月中旬以降）、第一国立銀行、浜御殿で衣装と演技付きのオペラ歌唱コンサートを行った。同1875年にはアルト歌手のダーリヤ・レオーノヴァも来日している。レオーノヴァの公演は10月29日と11月10日に横浜町会所で催された。舞台演出を伴った歌劇としてのオペラ上演は1894年11月24日に東京音楽学校（現在の東京芸術大学音楽学部）奏楽堂で、オーストリア＝ハンガリー大使館職員により『ファウスト』第1幕が上演され、これが現在日本で行われているオペラの原点となった。管弦楽は宮内省楽部、合唱は音楽学校生であった。
さらに1903年、東京音楽学校・東京帝国大学の教師らの指導の下に、グルックの『オルフェウス（オルフェオとエウリディーチェ）』が上演された。これは1902年に東京音楽学校・東京帝大生が中心に結成した歌劇研究会がおこなった。ノエル・ペリー指揮、ピアノ伴奏ケーベル、洋風の書割は山本芳翠の指揮で門弟が描き、柴田環・吉川やま他が出演した。
一方、1908年5月には、文部省が東京音楽学校のオペラ公演に中止命令をかけた。これは男女共演であること、校内で上演されることが問題視されたものである。
1911年3月1日に開場した帝国劇場に8月25日歌劇部（のち1914年5月に洋劇部と改称）が併設され、ここでオペラの小規模な上演が行われるようになった。第1回公演は1912年2月、杉谷代水作詞・ユンケル作曲の『熊野』。注目すべきことに、この時代すでに日本人による創作オペラの作曲と上演が行われていた。
この時代の日本人によるオペラには、東儀鉄笛（1869年 - 1925年）の『常闇』（1906年、台本：坪内逍遥）や、小松耕輔（1884年 - 1966年）の『羽衣』（1906年6月2日、台本：小林愛雄。神田YMCAで、楽苑会の第1回公演。楽苑会は1906年5月に発足し、東西音楽および歌劇の研究・保存・創作演奏を目的とし、小松・山田源一郎が中心であった）等がある。『常闇』の台本を書いた坪内逍遥は、1904年に『新楽劇論』を著し、その中でヴァーグナーに対抗して、日本の古典演劇や舞踊を取り入れた日本独自の「国民楽劇」の樹立を主張していた。
帝劇オペラは、「帝国劇場」という名前ではありながら国営ではなく株式会社であったため、やがて財政難から上演の継続が困難となり、1916年5月に帝劇洋劇部は解散となる。この時期に来日して洋劇部の指揮者を務めていたローシー（ジョヴァンニ・ヴィットーリオ・ローシー）は自腹を切ってオペレッタ劇場「ローヤル館」を開設・運営、1916年10月1日『天国と地獄』を上演、以下ぞくぞくと喜歌劇を上演するも1年と持たず、ローシーは日本を去る。
その後、大正期から当時随一の歓楽街であった東京・浅草で、浅草オペラとして知られる公演が行われるようになり、様々なオペラ劇団による公演が行われてオペラの大衆化に貢献した。この浅草オペラも1923年の関東大震災による劇場の焼失とともに衰退し、1925年には消滅した。
著名な喜劇人の榎本健一（エノケン）は浅草オペラにおいて活躍しており、彼のその後の音楽性にあふれた軽妙かつ活動的な芸風は、浅草オペラの経験によるものと評されている。
1932年にヨーロッパで活躍していたテノール歌手の藤原義江が帰国すると、藤原歌劇団の前身となる「東京オペラ・カムパニー」を設立し、『ラ・ボエーム』、『リゴレット』、『トスカ』などの本格的公演を行う。1939年には「藤原歌劇団」となり、1942年には『ローエングリン』を上演している。藤原歌劇団はその後現在に至るまで盛んな活動を続けている。
また、1940年には山田耕筰（1886年 - 1965年）の代表作『黒船』が初演されている。一方、永井荷風はフランス留学時にオペラに親炙したこともあり、オペラを日本に積極的に紹介していたが、その成果として1939年、菅原明朗作曲によるオペラ『葛飾情話』を創作している。
第二次世界大戦後の1952年には、東京音楽学校の出身者たちによって二期会が設立され、以後、藤原歌劇団と共に戦後の日本オペラの中心的存在として、欧米の歌劇場に肩を並べるような本格的なオペラ上演の活動を展開していくことになる。また、二期会の設立と同じ1952年に、團伊玖磨（1924年 - 2001年）の『夕鶴』が初演され、以後日本の人気オペラとなり上演が重ねられた。
1956年に第1回イタリア歌劇団公演がNHKの招きで東京宝塚劇場で公演された。この公演は引っ越し公演ではなく主要歌手や演出家などのスタッフのみがイタリア人で、管弦楽団や合唱や舞台美術は日本人がイタリア人に教えを受けるものだったが、海外渡航が難しく、円の力が弱い時代に、本場のオペラを見ることで日本のオペラの実力アップにつながった。当初オペラの劇場は日比谷公会堂を予定していたが、『アイーダ』の巨大な舞台美術を置けないことから東京宝塚劇場になった。
引っ越し公演の最初となったのは1963年のベルリン・ドイツ・オペラである。いきなり本場の一流歌劇場、しかもカール・ベームとロリン・マゼールという巨匠と新鋭に率いられての豪華な顔触れはやはり大きなインパクトを持って迎えられた。その後、1970年代に入ると同様な引っ越し公演が相次ぎ、入れ替わるようにイタリア歌劇団公演は役割を終えることになる。
その後、東京室内歌劇場、東京オペラ・プロデュースといったその他のオペラ団体も生まれたが、上記の二期会、藤原歌劇団を含め専用の劇場を持っている団体はない。
1997年には日本で最初のオペラ専用の歌劇場である新国立劇場が誕生したが、専属のオーケストラや歌手、音楽監督は存在せず、専属の合唱団があるのみであった（それも出演料都度払い制であり、レジデントではない）。2007年シーズンより若杉弘が初代音楽監督に就任し、2008年2月22日の『黒船』プレミエで音楽監督としてデビューした。
地方を含めた多くの都市には、地元のアマチュアの合唱団とプロのソリストやオーケストラが共演する「市民オペラ」と呼ばれるものが存在し、特に地方では地元の民話などを題材にした新作オペラが上演されることもある。しかし、各主要都市（ドイツ圏では人口10万以下の小都市ですら）が歌劇場を持ち、それぞれに専属のプロの歌手、オーケストラ、合唱団、音楽監督が存在するヨーロッパの状況とは、まだまだ大きな隔たりがあると言わざるを得ない。もっとも、日本にはヨーロッパほど自国団体のオペラ上演に対する大きな需要があるわけではない、という面も無視できない。日本の3倍近い人口を持つ米国も常設場歌劇場はわずかに3つ（2018年現在）であり、オペラの盛況は発祥の地であるヨーロッパ（特に大陸）に特有の現象ととらえることもできる。
日本語によるオペラの発声法は確立されていない、とする見解もある。日本語は母音が多いため重唱すると誰が何を言っているのか聞き取りにくく、様々な時代の漢語を取り込んだので同音異義語が多く、また、欧米語のオペラでは1音符に1単語をあてられる場合もあるのに比べ、「ん」以外は1文字が1音節となる日本語では1音符に1文字をあてる場合が多く、歌える言葉が少なくなるという問題がある。外国作品を日本人公演でも字幕付で原語上演するのは1980年代になって広まり、それまでの日本語公演に取って代わったともいわれている。以前は全てのオペラがドイツ語で上演されていたヴィーン国立歌劇場でカラヤンが音楽監督に就任してから原語上演が導入され、その後、上演国の言語ではなく原語での上演が欧州全体に広がって以降、オペラの原語上演は世界的な傾向でもある。また近年では、「『日本語の正しい発声』なるものを仮構して実践する、というやり方ではなく、そうかといって、『正しいオペラの発声』なるものを無視した『悪い声』というわけでもなく」「日本語が明瞭で生き生きしていた」と評される日本語公演の例もあり、「日本語オペラの発声法」のような独特の発声法を「確立する」という発想とは異なる視点も生まれている。
2002年、小澤征爾がウィーン国立歌劇場の音楽監督になったが、歌詞にウィーン訛り、イタリア語訛りの出てくるリヒャルト・シュトラウスの『ばらの騎士』で、そうした訛りが聞き取れず、また別の機会に「この年になってこんなに勉強できるのは嬉しい」と語ったが、ウィーン人にとっては音楽監督とは彼から学び引っ張っていってもらいたい存在であるところに、日本語を母語とする現在の日本人の限界がある、と野村三郎は述べている。
2016年2月、小沢征爾がサイトウ・キネン・オーケストラを指揮したラヴェルの『こどもと魔法』を収めたアルバム（2013年のサイトウ・キネン・フェスティバル松本のライヴ録音）がグラミー賞最優秀オペラ録音賞を受賞した。

## 著名な歌劇場
歌劇場#日本国内の主要な歌劇場、歌劇場#世界の主要な歌劇場または歌劇場の一覧を参照

## 著名なオペラ歌手
オペラ界で華々しい活躍をした歌手を「ディーヴォ」（伊: divo、男性に対して）あるいは「ディーヴァ」（伊: diva、女性に対して）と呼ぶ。また、同じく花形のオペラ歌手を「プリモ・ウォーモ」（伊: Primo uomo、男性に対して）あるいは「プリマ・ドンナ」（伊: Prima donna、女性に対して）とも呼ぶ。ここでは、国際的な名声を手にしたオペラ歌手を列挙する。

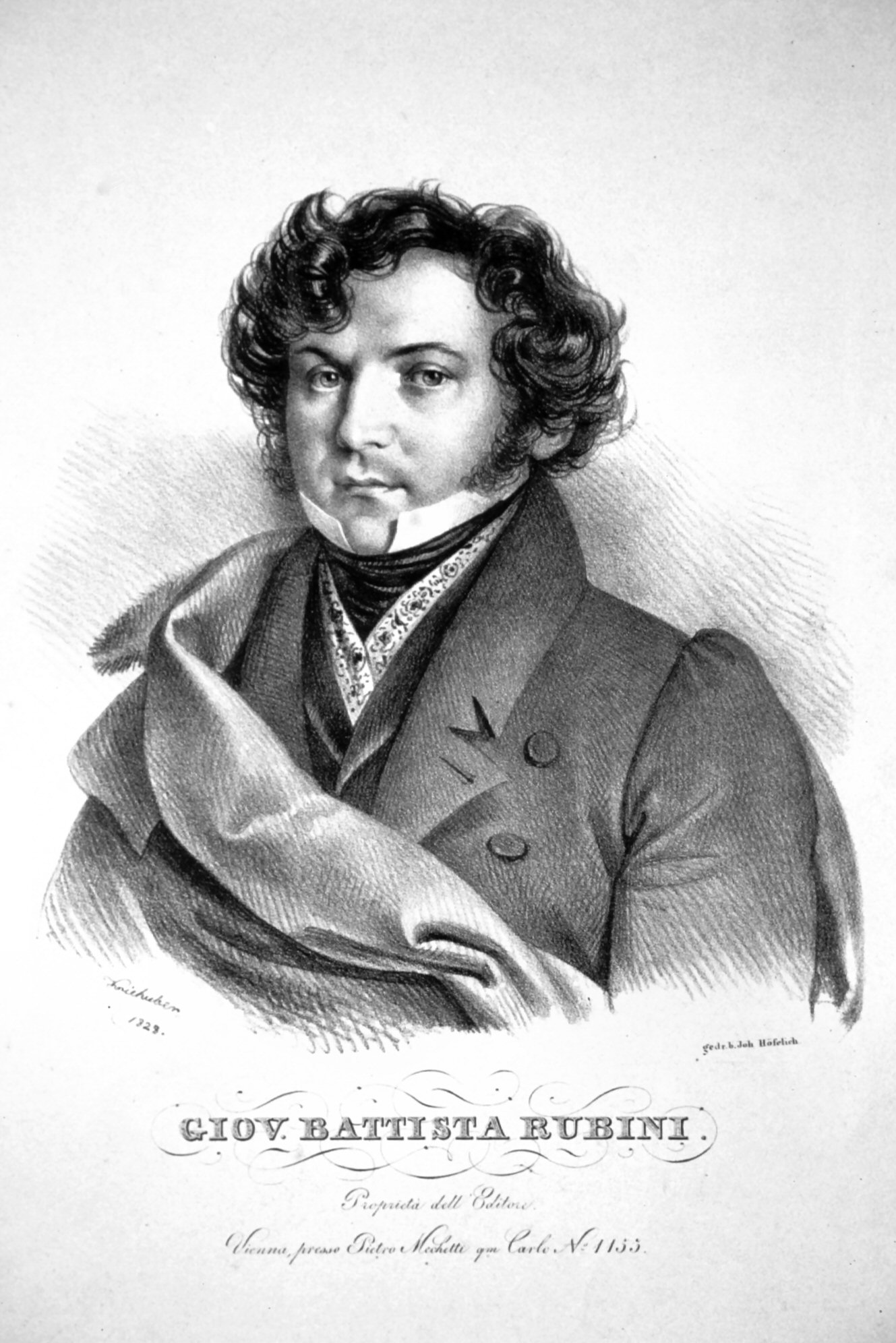
ジョヴァンニ・バッティスタ・ルビーニ
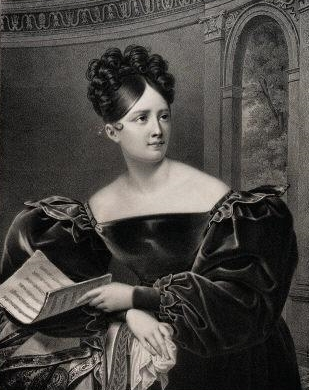
マリア・マリンブラン
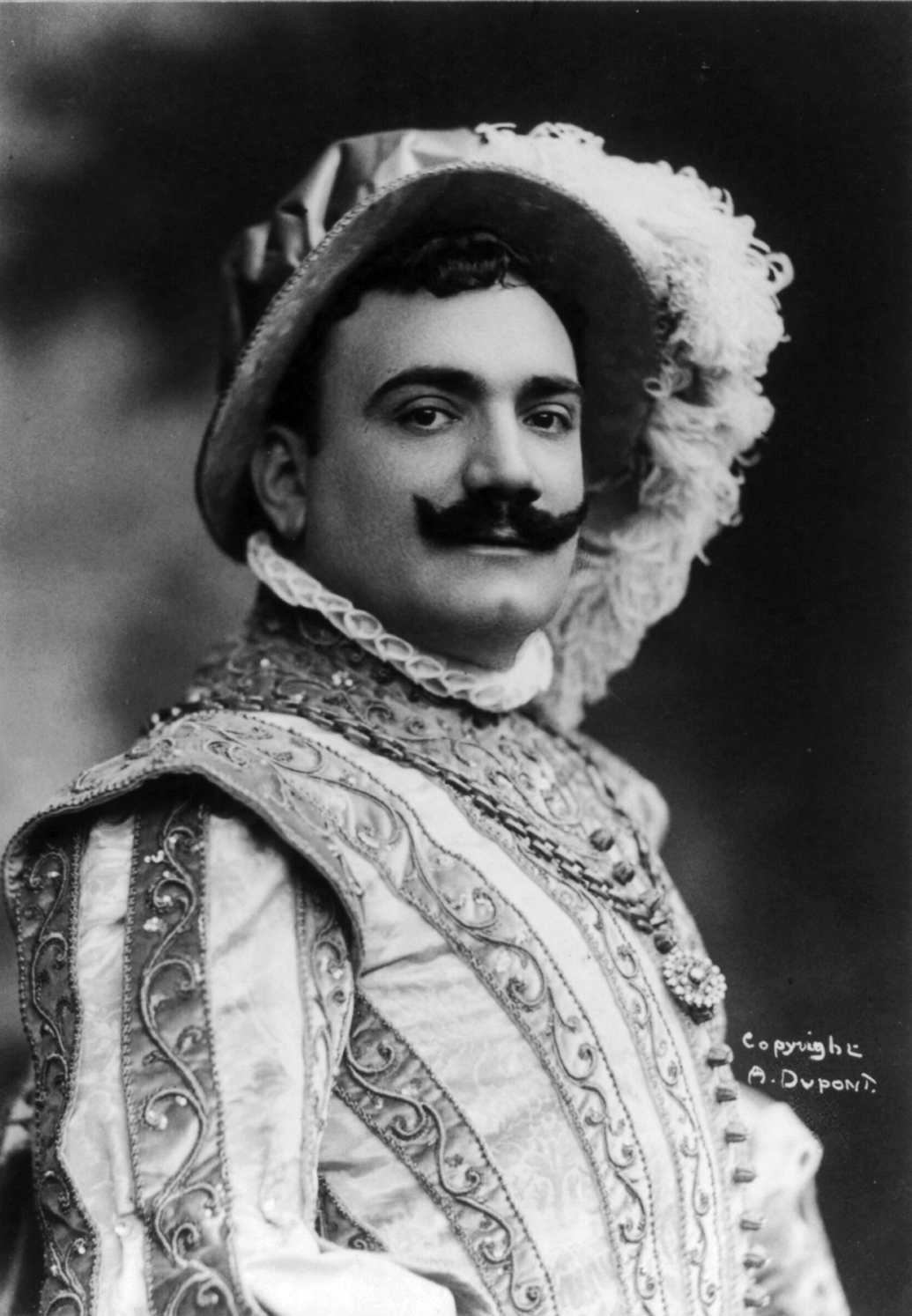
エンリコ・カルーソー
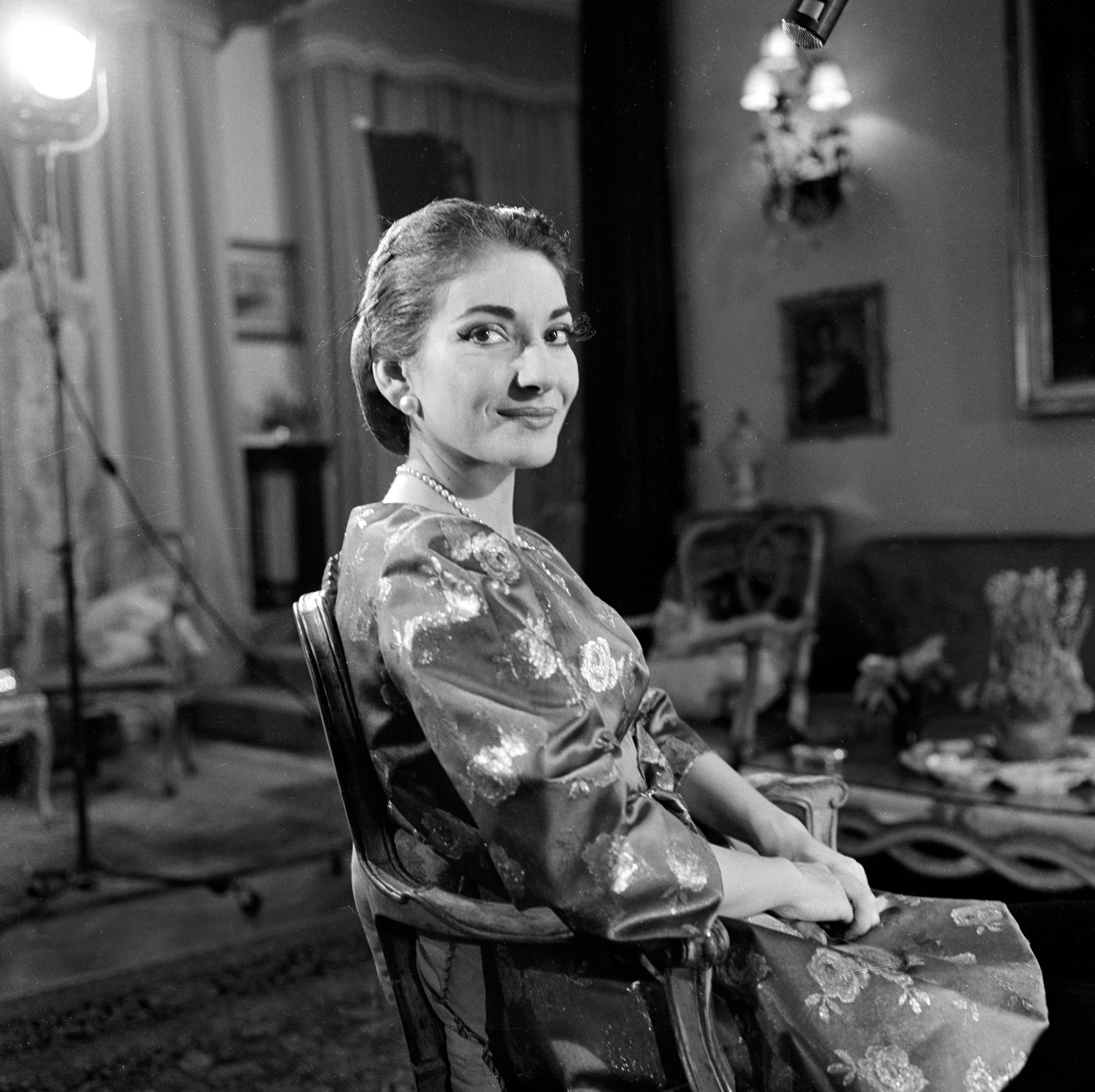
マリア・カラス
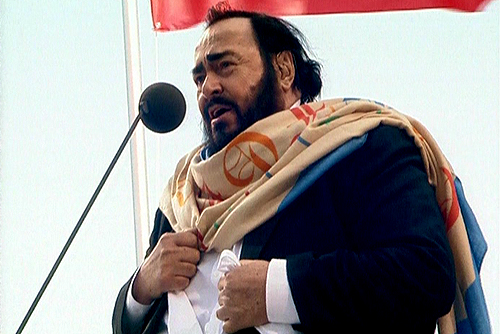
ルチアーノ・パヴァロッティ

- ドメニコ・ドンゼッリ（英語版）（テノール）
- ジョヴァンニ・バッティスタ・ルビーニ（英語版）（テノール）
- ルイジ・ラブラーシュ（英語版）（バス）
- ジュディッタ・パスタ（ソプラノ）
- アントニオ・タンブリーニ（英語版）（バリトン）
- マリア・マリブラン（メゾソプラノ）
- ジョヴァンニ・マリオ（英語版）（テノール）
- ジュリア・グリジ（ソプラノ）
- ジェニー・リンド（ソプラノ）
- アデリーナ・パッティ（ソプラノ）
- エマ・アルバーニ（ソプラノ）
- フランチェスコ・タマーニョ（英語版）（テノール）
- ネリー・メルバ（ソプラノ）
- アレッサンドロ・ボンチ（英語版）（テノール）
- フョードル・シャリアピン（バス）
- エンリコ・カルーソー（テノール）
- アメリータ・ガリ＝クルチ（ソプラノ）
- 三浦環（ソプラノ）
- アウレリアーノ・ペルティレ（英語版）（テノール）
- ティート・スキーパ（テノール）
- ベニャミーノ・ジーリ（テノール）
- ラウリッツ・メルヒオール（テノール）
- キルステン・フラグスタート（ソプラノ）
- ハンス・ホッター （バス・バリトン）
- ジュリエッタ・シミオナート（メゾソプラノ）
- ラモン・ヴィナイ（テノール/バリトン）
- フェルッチョ・タリアヴィーニ（テノール）
- ティート・ゴッビ（バス・バリトン）
- ヴォルフガング・ヴィントガッセン（テノール）
- マリオ・デル・モナコ（テノール）
- エリーザベト・シュヴァルツコップ（ソプラノ）
- ジュゼッペ・タッデイ（バリトン）
- ビルギット・ニルソン（ソプラノ）
- マリオ・ランツァ（テノール）
- フランコ・コレッリ（テノール）
- ジュゼッペ・ディ・ステファーノ（テノール）
- レナータ・テバルディ（ソプラノ）
- エットーレ・バスティアニーニ（バリトン）
- チェーザレ・シエピ（バス）
- マリア・カラス（ソプラノ）
- カルロ・ベルゴンツィ（テノール）
- ディートリヒ・フィッシャー＝ディースカウ（バリトン）
- ジョン・ヴィッカーズ（テノール）
- テオ・アダム（バス・バリトン）
- ジョーン・サザーランド（ソプラノ）
- アルフレード・クラウス（テノール）
- ピラール・ローレンガー（ソプラノ）
- クリスタ・ルートヴィヒ（メゾソプラノ）
- ヘルマン・プライ（バリトン）
- ニコライ・ギャウロフ（バス）
- フリッツ・ヴンダーリヒ（テノール）
- クリスティーナ・ドイテコム（ソプラノ）
- モンセラート・カバリェ（ソプラノ）
- シェリル・ミルンズ（バリトン）
- マルッティ・タルヴェラ（バス）
- ミレッラ・フレーニ（ソプラノ）
- ペーター・シュライアー（テノール）
- ルチアーノ・パヴァロッティ（テノール）
- ギネス・ジョーンズ（ソプラノ）
- ルネ・コロ（テノール）
- クルト・モル（バス）
- フランコ・ボニゾッリ（テノール）
- エレーナ・オブラスツォワ（メゾソプラノ）
- ルチア・ポップ（ソプラノ）
- プラシド・ドミンゴ（テノール）
- ペーター・ホフマン（テノール）
- アグネス・バルツァ（メゾソプラノ）
- ジェシー・ノーマン（ソプラノ）
- ホセ・カレーラス（テノール）
- エディタ・グルベローヴァ（ソプラノ）
- キャスリーン・バトル（ソプラノ）
- アンネ・ゾフィー・フォン・オッター（メゾソプラノ）
- トーマス・ハンプソン（バリトン）
- アンドレア・ボチェッリ（テノール）
- ルネ・フレミング（ソプラノ）
- ディミトリー・ホロストフスキー（バリトン）
- ロベルト・アラーニャ（テノール）
- アンジェラ・ゲオルギュー（ソプラノ）
- ブリン・ターフェル（バス・バリトン）
- チェチーリア・バルトリ（メゾソプラノ）
- ヨナス・カウフマン（テノール）
- ディアナ・ダムラウ（ソプラノ）
- ファン・ディエゴ・フローレス（テノール）
- アンナ・ネトレプコ（ソプラノ）

なかでもエンリコ・カルーソーは、オペラ・アリアから歌曲、当時の流行歌、自作曲と幅広く歌い上げたことで、大衆にまで広く支持された当時の一大スター歌手で、史上初のミリオンセラーを達成した人物でもある。マリア・カラスは、歌唱技術や表現力の高さだけでなく、美しい容姿とファッション、さらに波乱に満ちた私生活と悲劇的な最期でも世界的な注目を集めた。パヴァロッティ、ドミンゴ、カレーラスの「三大テノール」は、その3人によるコンサートが全世界で13億人に視聴されるなど世界的な注目を集め、オペラの聴衆を増やすことに大きく貢献した。

## 著名なオペラ演出家
オペラの上演に関してはしばしば、かつては「歌手の時代」であり、次に「指揮者の時代」となり、現在は「演出家の時代」である、と言われることがある。近年は原作のト書きや設定を完全に無視、または異化した、人によっては奇抜とさえ感じられるような斬新な演出も増えており、これについては賛否両論がある。特に上演数が多いドイツ圏では保守的な演出の繰り返しでは観客を引きつけられないという事情もあってか斬新な演出が多く、それに比較すると英米のほうがオーソドックスな演出が多い。
- グリシャ・アサガーロフ
- チャン・イーモウ
- ヴィーラント・ヴァーグナー
- ヴォルフガング・ヴァーグナー
- ルキノ・ヴィスコンティ
- グレアム・ヴィック
- ヴォルフガング・ヴェーバー
- アウグスト・エファーディング
- デヴィッド・オールデン
- ヘルベルト・フォン・カラヤン（指揮者として活躍する傍ら、自ら指揮する公演においては演出も多数手がけた。他の指揮者にも引き継がれた演出もある）
- アルフレード・キルヒナー
- マルティン・クシェーイ
- ハリー・クプファー
- ペーター・コンヴィチュニー
- ヨハネス・シャーフ
- クリストフ・シュリンゲンジーフ
- ヨアヒム・シュレーマー
- パトリス・シェロー
- オットー・シェンク
- フランコ・ゼッフィレッリ
- クラウス・ツェーライン
- クラウス・ヘルムート・ドレーゼ
- アドルフ・ドレーゼン
- クリストフ・ネル
- デイヴィッド・パウントニー
- ヴァルター・フェルゼンシュタイン
- アーヒム・フライアー
- ゲッツ・フリードリヒ
- ルート・ベルクハウス
- ジャン＝ピエール・ポネル
- アクセル・マンタイ
- ペーター・ムスバッハ
- ジャンカルロ・デル・モナコ
- ニコラウス・レーンホフ
- ルカ・ロンコーニ

## 録音と映像
レコードの発明はオペラの世界にも変革をもたらした。当初は録音時間の制約が大きかったため、代表的なアリアや序曲が独立して録音、発売されることが多く、エンリコ・カルーソーなどは20世紀初頭に一世を風靡した歌手である。一方では数枚組のセット用に全曲をスタジオ録音する試みも始まっており、1907年の「こうもり」と「道化師」が世界初のオペラ全曲録音といわれる。このころは録音環境の問題からオーケストラなどは極度に人数省略されていたが、そうした状況は徐々に改善。やがて劇場公演の実況録音なども開始されたが、やはり音質のいいスタジオセッションのほうが長らく主流を占め、優れた録音効果などによって「耳で聞くオペラ」という鑑賞ジャンルを打ち立てることになる。1950年代後半からはステレオ化したスタジオ録音に対し、実況は部分的には1970年代にまでモノラル録音が残っており、ノイズ処理や解像度の点で大きく立ち遅れていた。ただし、これは制作会社や環境のばらつきが非常に大きく、スタジオでもモノラルが主流だった1955年にバイロイト音楽祭『ニーベルングの指環』の実況がデッカ・レコードによってステレオ録音で試みられており、21世紀になって日の目を見て大きな反響を呼んだ。1980年代ごろから実況録音の音質が向上すると、スタジオセッションは次第に減少し始め、映像ソフトの普及にともなってさらに激減、21世紀に入ると滅多に行われなくなってしまった。映像へのシフトは実況録音盤も減少させ、一時は年間100点前後に及んでいたオペラ全曲録音盤の国内新譜は、2010年代においては年に数点という有様である。
映像におけるオペラは、まず劇場用映画として登場。プレスコで収録された音声にあわせて、歌手(または別人の俳優)の口パク演技を撮影する方式で、このやり方は今日までオペラ映画として存続している（ただし、70年前後からは劇場上映よりもテレビ用途で制作されることのほうが多い）。舞台の枠組みにとらわれず、自由に野外ロケや特殊撮影などを織り込めるのが特長である。音質、画質の面でも（特に70年代あたりまでは圧倒的に）有利である。公演に映画カメラを持ち込んでの実況収録も1950年代から始まっているが、当初は撮影時の機械音やズームレンズの未発達、フィルムの感度が悪い、などの問題があり、たとえば1960年制作の「ばらの騎士」（カラヤン指揮）などでは、音声のみ実況で収録、映像は終演後に無人の劇場で口パクで撮り直すことによって照明やカメラ位置の自由を確保するという擬似実況方式（前後の拍手やカーテンコールは実況映像）を採用している。今ではカメラの性能が向上したためこの方式は見られなくなったが、一部分のみ映像を撮り直したり、ゲネプロ収録と組み合わせたり（全部がゲネプロという場合もある）するケースはある。また、ゲネプロ収録およびプレスコの併用だが舞台のフレームを一切画面に写さないため、実質的に映画となっているケース（カラヤン指揮の「カルメン」など）も存在する。1980年代ごろからの実況映像はビデオカメラに、1990年代からはさらにハイビジョン方式に切り替わっていった。現在では映画カメラ（フィルム）によるライブ撮影はほとんど見られない。
テレビ、ビデオ再生装置の普及と映像技術の進歩はオペラの映像収録を飛躍的に増加させた。今日ではかつてのレコード、CD全曲盤に変わってビデオディスクがオペラのパッケージとして主流を占めている。

## 礼服関係の「オペラ」
「オペラ」(Opera)と名の付くものは礼服関係においても多数あり、オペラハット(Opera hat)、オペラクローク(Opera cloak)、オペラケープ(Opera cape)、オペラコート(Opera Coat)、オペラグローブ(Opera gloves)、オペラグラス(Opera glasses)、などがある。